# Schindel

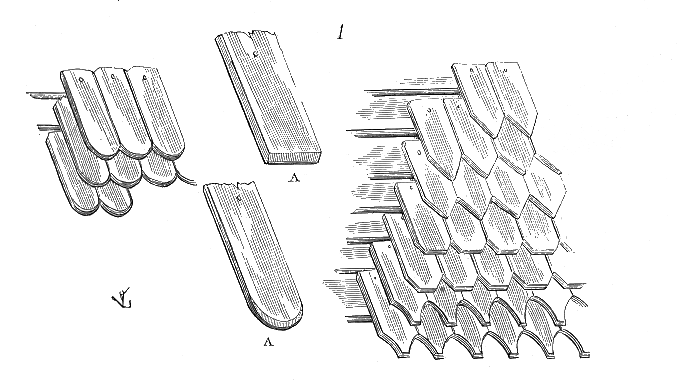
Verschiedene Schindelformen

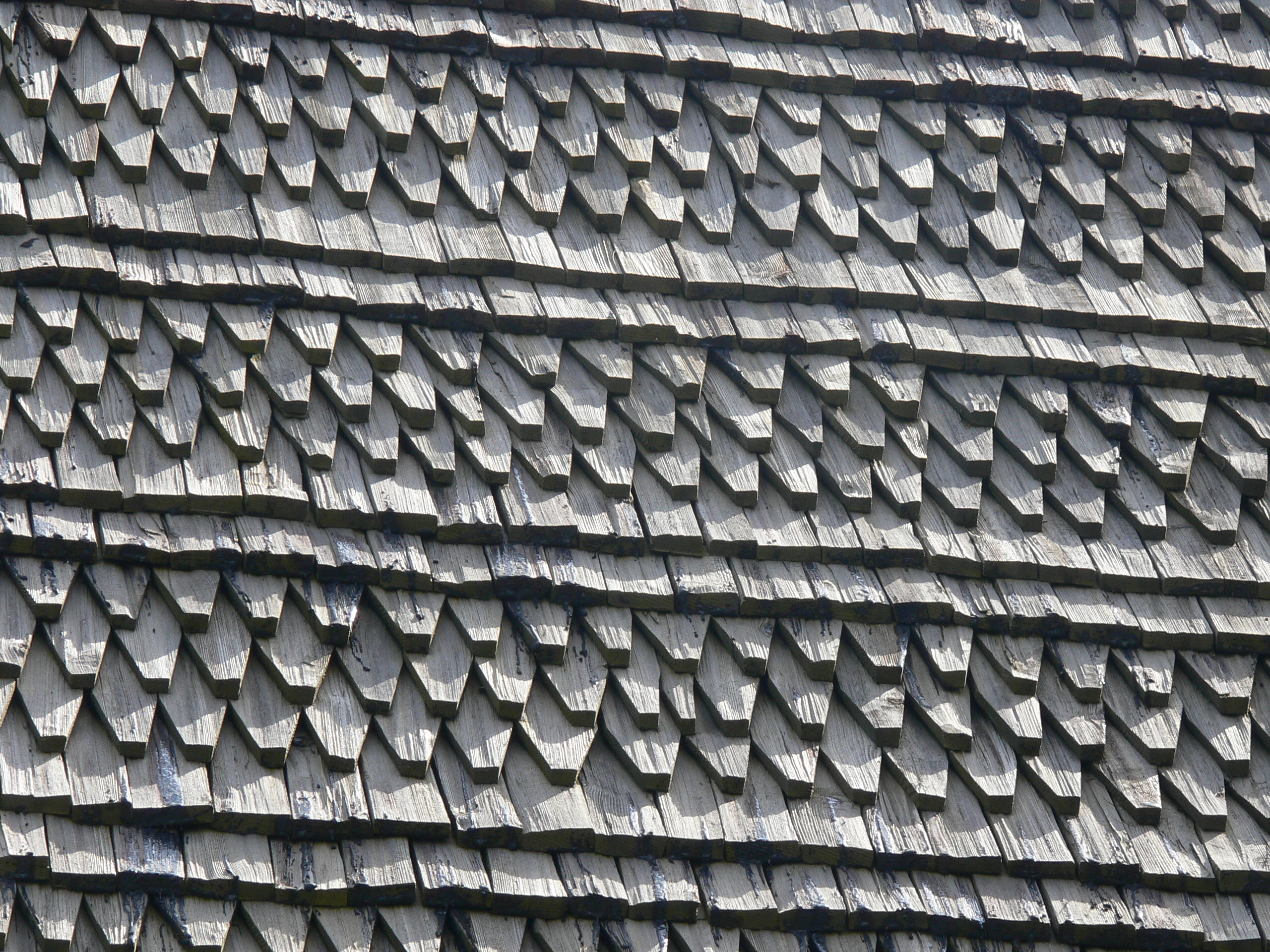
Spaltschindeln am Dach der Ytterselö kyrka (Kirche von Ytterselö), Strängnäs, Schweden

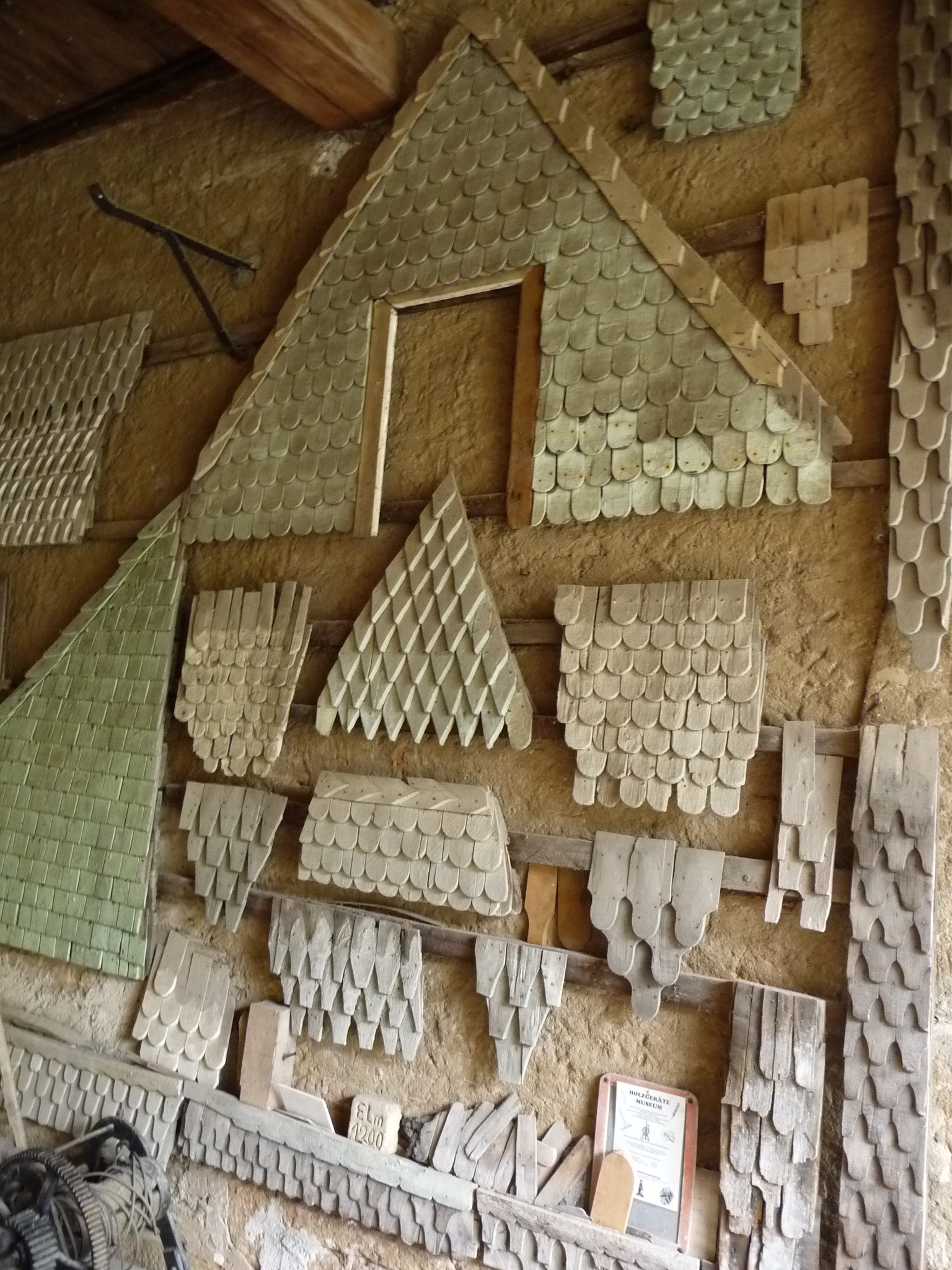
Darstellung verschiedener Schindelformen auf der Burg Brandenstein

Schindeln sind ein Produkt zur Dacheindeckung, regional auch zur Fassadenverkleidung.
Schindeln sind ursprünglich aus Holz, daher auch „Holzschindel“. Umgangssprachlich werden ähnlich geformte und entsprechend verwendete Erzeugnisse aus Aluminium, Bitumen, Granit, Faserzement, Kupfer, Stein, Schiefer oder Ton ebenfalls als „Schindeln“ bezeichnet – fachlich heißen sie heute „Dachziegel“ oder „Dachstein“, wenn sie der Dachbedeckung dienen, und „Fassadenplatte“, wenn sie der Wandschalung dienen. Die Holzschindeldeckung des Daches zählt zu den Weichdächern, die genannten Ersatzmaterialien zu den Hartdächern.

## Etymologie
Aus der lateinischen Sprache stammt das deutsche Lehnwort scindula „Schindel“ zu scindere „spalten“. Aus einer Bibelübersetzung des Wulfila zur Westgotenzeit (Mitte 4. Jahrhundert) entstammt ein Beleg der Bezeichnung Skalja „Schindel“ (altnord. skilja „spalten, trennen“) für ein mit skildus (gotische Bezeichnung für „Brett“) gedecktes Dach.

## Geschichte

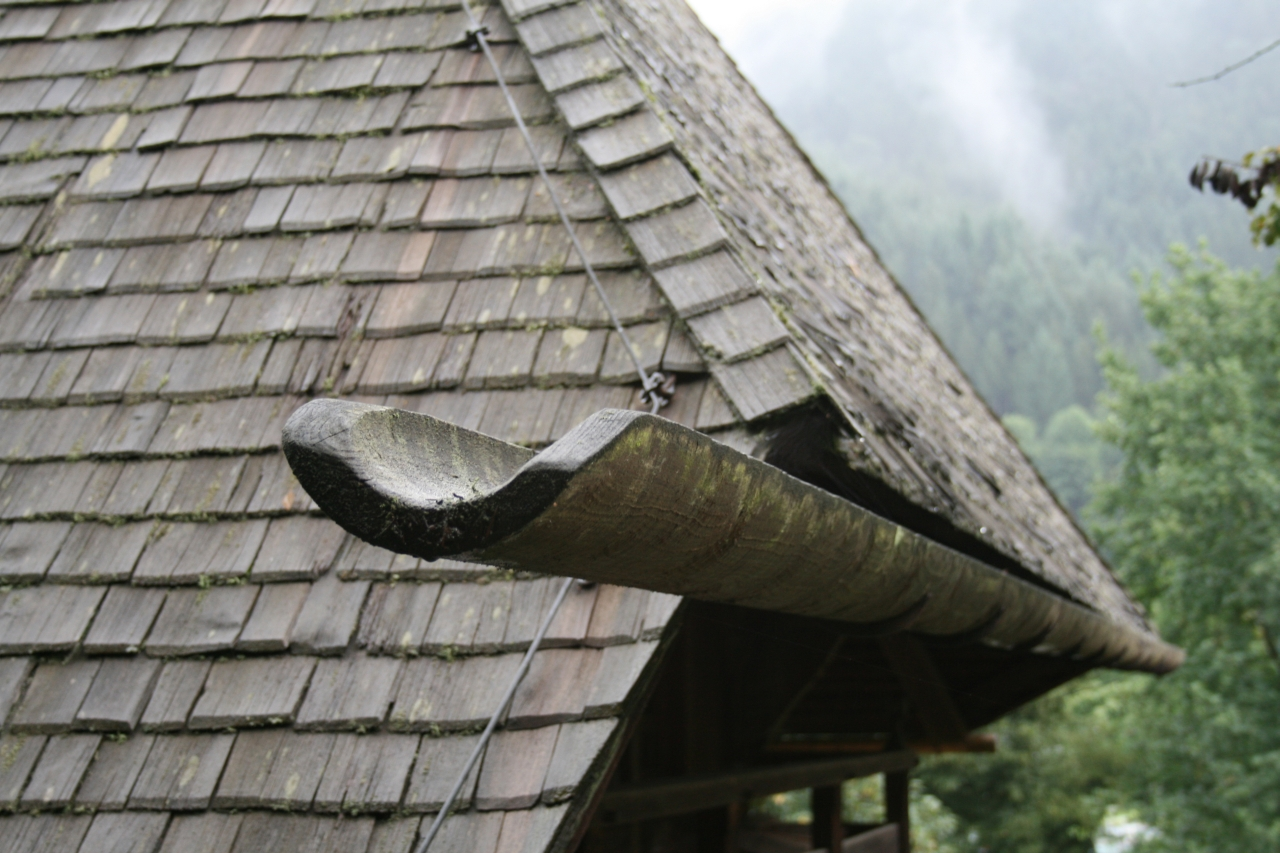
Traditioneller Hausbau unter ausschließlicher Verwendung von Holz: Schindeldach mit hölzerner Regenrinne an einem Bauernhaus im Schwarzwald

Schindeln sind eine alte Form der Dachdeckung. Durch Ausgrabungen zeigte sich, dass der Mensch auch vor vielen tausend Jahren – zum Errichten der Zelte und Hütten – Holz als Baustoff verwendete. Mittels Baumrinde (Birke, Fichte u. Ä.), Fellen, Lehm, Reisig, Stroh und Schilf schirmte er Dächer und Wände der Behausungen gegen Wind und Kälte ab, schuppenartig auf dem Dachstuhl ausgelegt, so dass Wasser nicht in den Innenraum eindringen konnte.
In der Vorantike wurden – je nach Region – flache Steinplatten oder Holzschindeln verwendet. Die Holzschindel ist in den ganzen nördlichen und mittleren Breiten der Alten Welt verbreitet, eine Sonderstellung nimmt aber Ostasien ein, wo mit dem Bambus ein für die Dachdeckung optimal geeignetes natürliches Material zur Verfügung steht. Es gab auch aus Ton gebrannte Schindeln (die etwa die Römer scandula nannten, heute bezeichnet man diese als Biberschwanzziegel). Wegen seiner guten Spaltbarkeit und Haltbarkeit wurden Schindeln auch aus Schiefer hergestellt. Dachsteine und Fassadenplatten aus diesen Materialien wie Bitumen, Zementfaser (Eternit) und solche aus Aluminium haben im 20. Jahrhundert die Holzschindel weitgehend verdrängt, im Kontext nachhaltigen Bauens und moderner Holzarchitektur erlebt diese aber wieder eine vermehrte Verwendung.

### Altertum

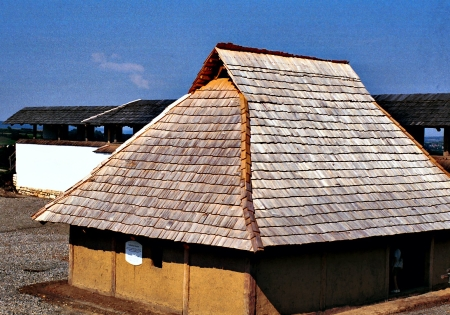
Heuneburg bei Hundersingen

Ein Beispiel aus der Eisenzeit zeigt das Herrenhaus der Heuneburg bei Hundersingen (Baden-Württemberg). Die Schindeln wurden damals teils mit Holznägeln befestigt, teils mit Lederriemen festgebunden. Die bislang älteste Schindel wurde bei den Ausgrabungen der Wasserburg Buchau bei Bad Buchau (Baden-Württemberg) gefunden, eine ca. 3000 Jahre alte (ca. 950 v. Chr.) gespaltene Eichenschindel, die im Moor konserviert wurde. Zu etwa gleicher Zeit wurden in Zug-Sumpf (Schweiz) gespaltene Weisstannenschindeln verwendet. In einem von der Europäischen Union geförderten Projekt wurde in den vergangenen Jahren ein Teil der Anlage rekonstruiert.

### Römisches Zeitalter

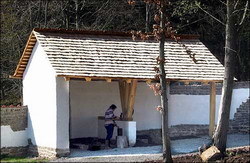
Schmiede der Villa Rustica, Hechingen (Rekonstruktion römische Verschindelung)

Cornelius Nepos versicherte, dass Rom 470 Jahre lang bis zur Zeit König Pyrrhus (um 275 v. Chr.) mit Schindeln eingedeckt war – zumindest unterschied man Stadtteile nach Wäldernamen. Bereits Plinius und Tacitus berichteten von schindelgedeckten Holzhäusern germanischer Völker. Im Römerkastell Saalburg in Hessen sind bei Ausgrabungen eine Klotz- oder Schindelhacke und runde Eichenzierschindeln gefunden worden.

### Mittelalter

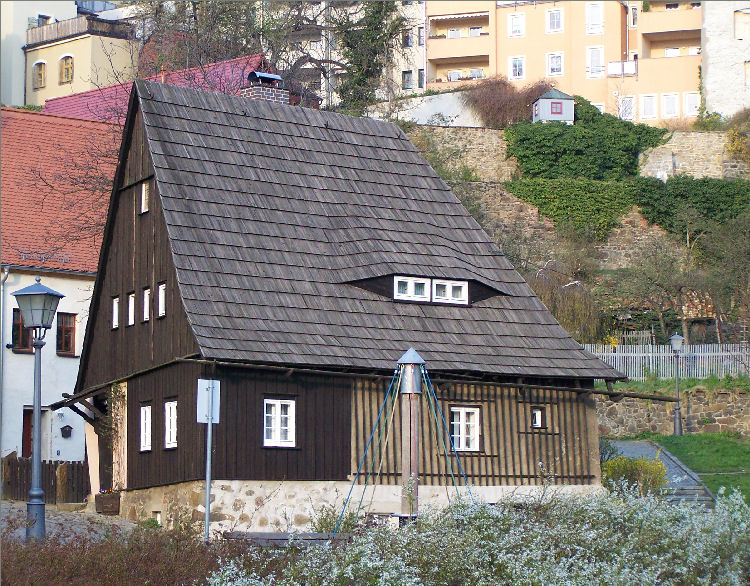
Das Hexenhäusel in Bautzen, erbaut vor 1604

Bis ins frühe Mittelalter war die Holzschindel in fast ganz Europa das am weitesten verbreitete Dachdeckmaterial. Bis zur Zeit der Karolinger waren Schindelbedachungen selbst bei vornehmen Gebäuden allgemein üblich. Bei einfachen Häusern und in holzarmen Gebieten wurde auf örtlich vorhandene Materialien wie Reet (Schilf) zurückgegriffen. Einige mittelalterliche Kirchen – vor allem im Süden Europas – waren mit flachen Steinplatten (französisch lauzes) gedeckt. Im hohen Norden schützen kunstvoll verlegte Holzschindeln seit Jahrhunderten die mit Zimmermannskunst erbauten Stabkirchen.

### Neuzeit
Noch im 18. Jahrhundert waren Weichdächer in Deutschland die überwiegende Bedachungsform. Eine Ursache für den Rückgang des Schindeldaches war das Brandrisiko. In den immer größer werdenden Städten entstanden wegen unzureichender Löschmöglichkeiten und enger Bebauung immer häufiger große Brände. Dies führte regional zum Verbot des Schindeldaches. Auch infolge der Holzknappheit der kleinen Eiszeit wurde das Schindeldach immer mehr von dem aus Ziegel und Schiefer verdrängt.
Im Kanton Zürich in der Schweiz wurden Schindeldächer im Gebäudeversicherungsgesetz des Jahres 1832 zwar nicht wie die Strohdächer gänzlich verboten, jedoch stark beschränkt darauf, „wo Verhältnisse der Örtlichkeit es durchaus erfordern“. Es handelte sich dabei um Ausnahmen einerseits für einzeln stehende Gebäude und andererseits für Kirchtürme.

### Bedeutung heute

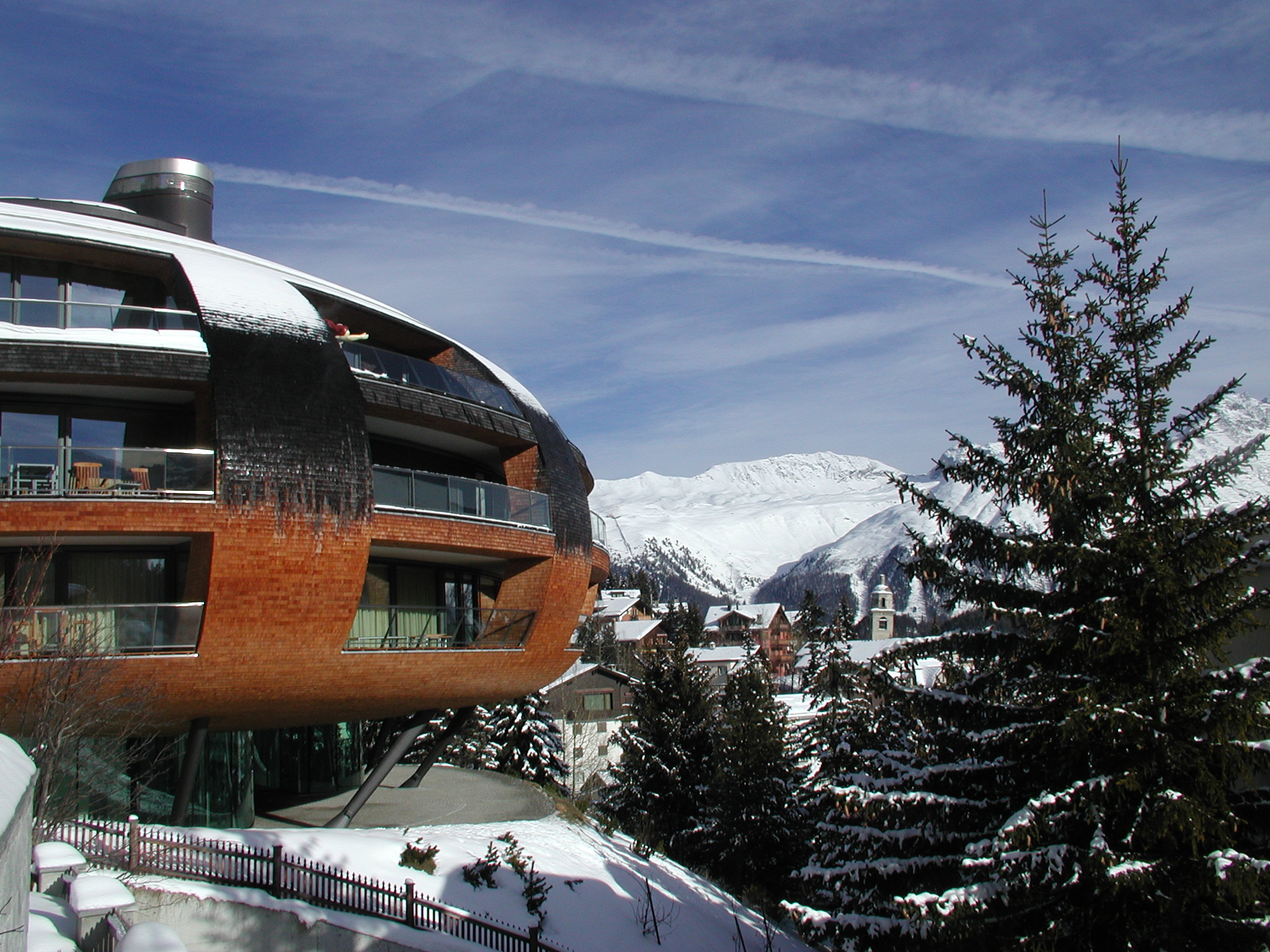
Schindelfassade der Chesa Futura von Norman Foster in St. Moritz

In waldreichen und höhergelegenen Gebieten hat sich das Schindeldach bei einzeln stehenden Wohn- und Bauernhäusern bis heute gehalten, regional ist auch die Wandschindelung vorherrschend geblieben (Vorarlberg, Appenzellerland, Westschweiz, Allgäu). Das Legschindeldach ist in den Alpen wegen seiner besonderen Ausstrahlung noch verbreitet. Um 1987 wurden etwa in Südtirol um die 10.000 Schindeldächer vermutet. Dennoch wurde das traditionelle Schindeldach im Laufe des 20. Jahrhunderts weitgehend in den Bereich der Kirchen und Museen abgedrängt.
Seit den 1980ern wird durch Konzepte, die sich um Ökologie und Nachhaltigkeit bemühen, wie auch durch die Einführung maschinell produzierter Schindeln und die Verwendung außereuropäischer, besonders widerstandsfähiger Hölzer Holzverschindelung wieder mehr verwendet.  Daneben macht sich eine Architekturströmung bemerkbar, die Neue Alpenarchitektur genannt wird, und die Erkenntnisse der Bau- und Materialforschung und moderne Formensprache mit den traditionell ansässigen Baustilen zu verbinden sucht. Dabei gewinnt im Besonderen der Holzbau wieder an Bedeutung. Siehe auch: Neue Vorarlberger Bauschule
In den sturmreichen Küstengebieten hat sich die Holzschindel an Kirchen und Windmühlen bewährt.

## Herstellung, Formen und Materialien

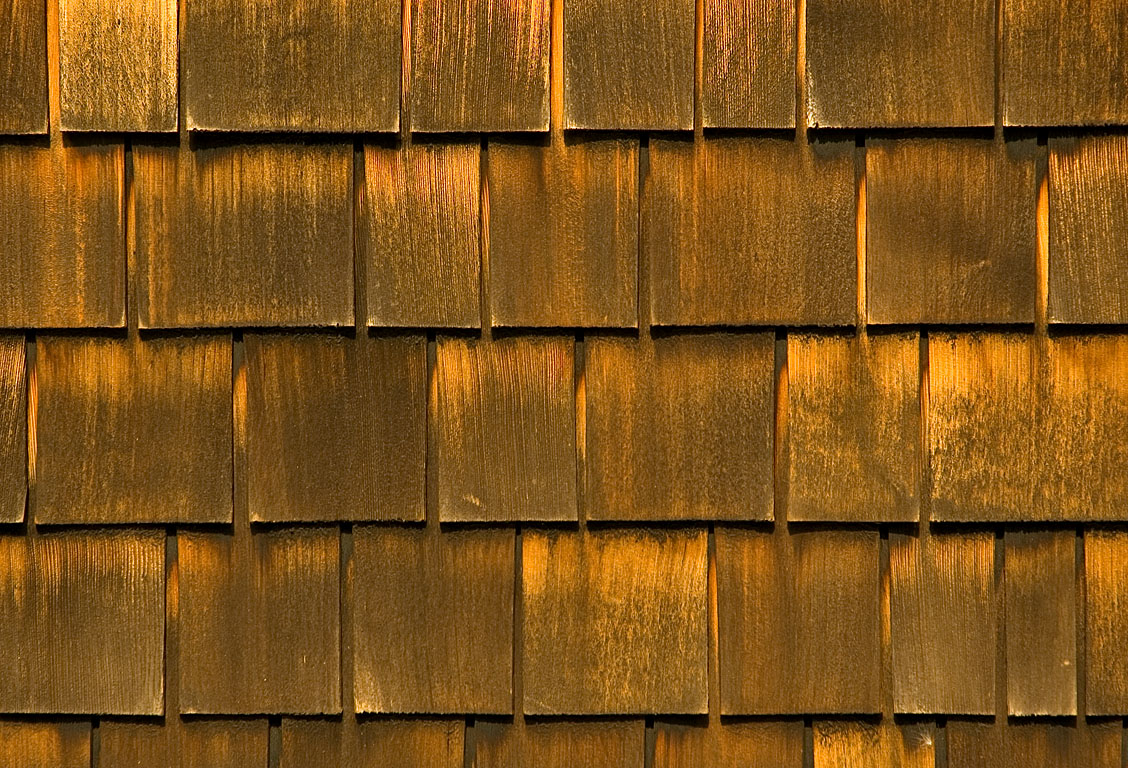
Holzschindeln

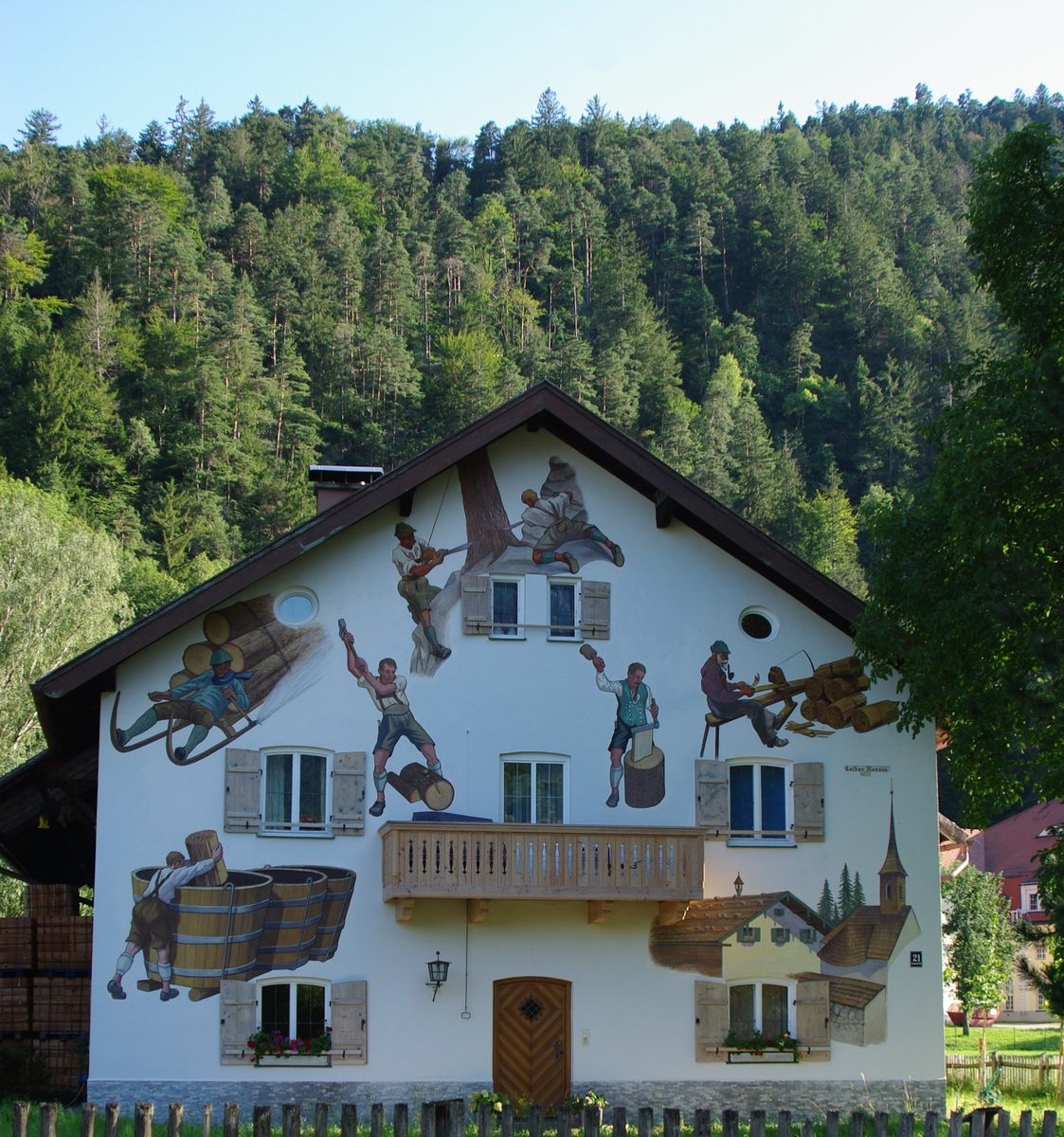
Fassadenmalerei mit Motiven der Schindelherstellung, Fa. Rapold in Bad Reichenhall

Die Urform, die Legschindeln, waren mit Steinen beschwert, heute werden Schindeln überwiegend genagelt, selten geschraubt. In der Regel überdecken die Schindeln sich in Längsrichtung und seitlich, im Erzgebirge und Böhmerwald sind auch Nutschindeln in Verwendung.
Je nach Verwendung und örtlicher Tradition wurden Schindeln verschiedener Breite, Länge, Dicke und Form verwendet. Unterschieden werden etwa Legeschindeln, Scharschindeln, Schuppenschindeln, Rückenschindeln, Nutschindeln, Keilschindeln, Spundschindeln, Brettschindeln, Schlauf- und Glattschirmschindeln, Randschindeln, Unterzugschindeln und Nageldach-Federschindeln.
Ein leichter Drehwuchs des zur Herstellung verwendeten Baums kann ein Vorteil sein: Wenn die feuchten Schindeln dicht aneinanderliegen, so hebt sich eine der unteren Ecken von Schindeln aus drehwüchsigem Holz beim Trocknen leicht ab, wodurch die Schindel dann auch an der Unterseite gut abtrocknen kann.
Um schneller ihren endgültigen gräulichen Ton zu bekommen, wurden die frischen, noch gelblichen Schindeln gelegentlich vor der Montage in Buttermilch getaucht.
Es gibt zwei Schindelarten, die sich durch ihre Herstellung unterscheiden: die Säge- bzw. Brett- und die Spaltschindel.

### Spaltschindel

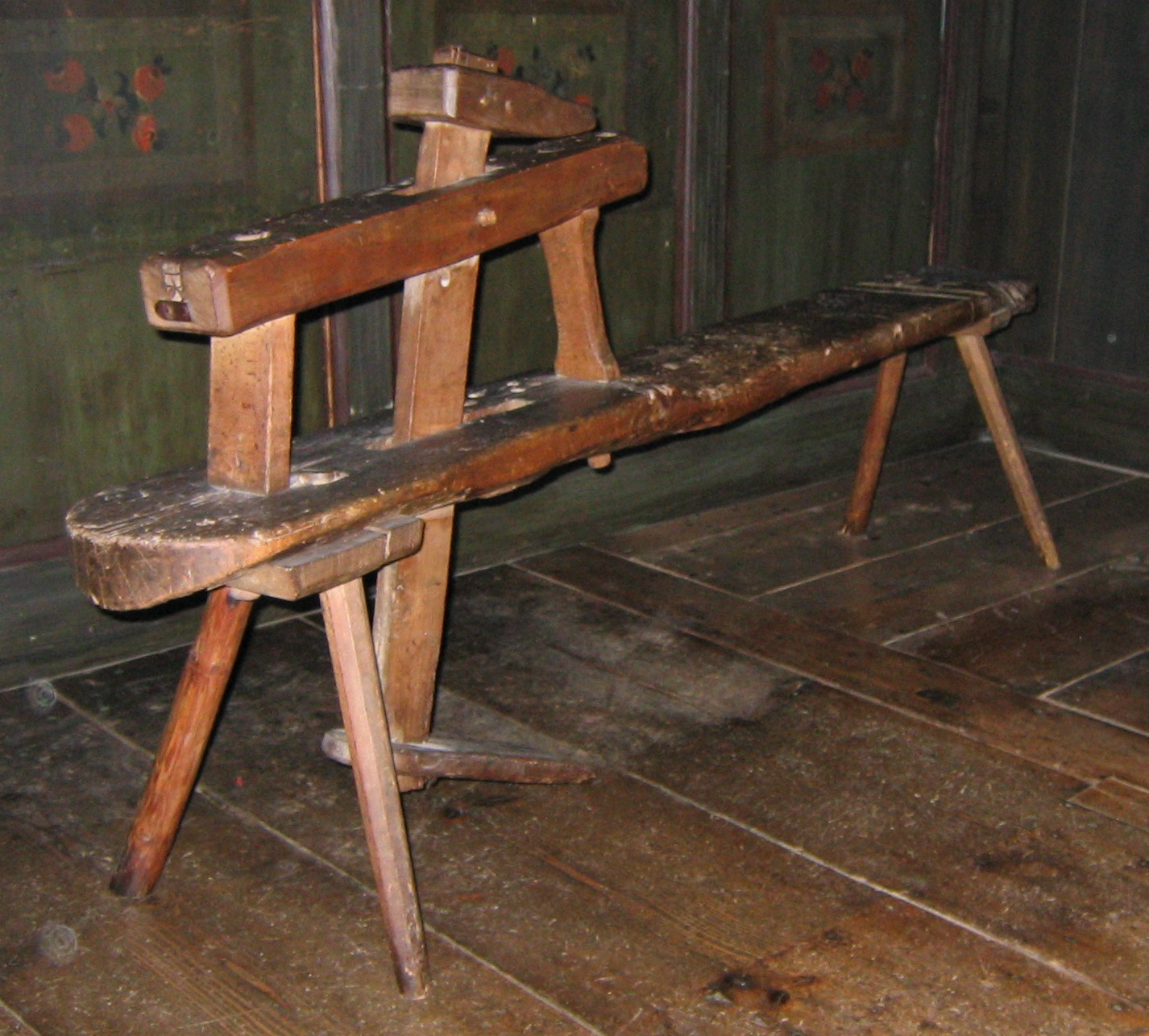
Schindelbank

Beim Spalten bleibt der natürliche Faserverlauf des Holzes weitgehend erhalten, was die gespaltene Schindel haltbarer macht als eine gesägte.
Teilweise werden die Schindeln leicht keilförmig gespalten, wobei das stärkere Ende auf dem Dach nach unten weist. Häufig werden die untersten Zentimeter der Schindel zusätzlich gegenläufig angeschrägt.
Spaltschindeln werden vom Schindelmacher, dem Schindler, hergestellt, der Rohschindel vom Block spaltet, entweder hydraulisch oder herkömmlich mit Schindelmesser (Kletzhacke) und Schlägel. Zu einer der Regionen, in welcher gespaltene Schindel bis heute konsequent verbaut werden, gehört das Appenzellerland mit seinen Appenzellerhäusern. Das Holz ist ausgesucht astfrei, gerad- und feinwüchsig und wird nach dem Spalten mit einem breiten, quer geführten Ziehmesser, das auf beiden Seiten einen Griff hat, nachbearbeitet. Die Rohschindel wird zur Bearbeitung auf einer Schindelbank eingeklemmt, die lokal als Schneidesel, Bschniedesel, Heinzelbank, Schnitzbank, Schnitzelbank oder Schindelgoaß bezeichnet wird und in ganz Mitteleuropa in ähnlicher Form Verwendung fand.

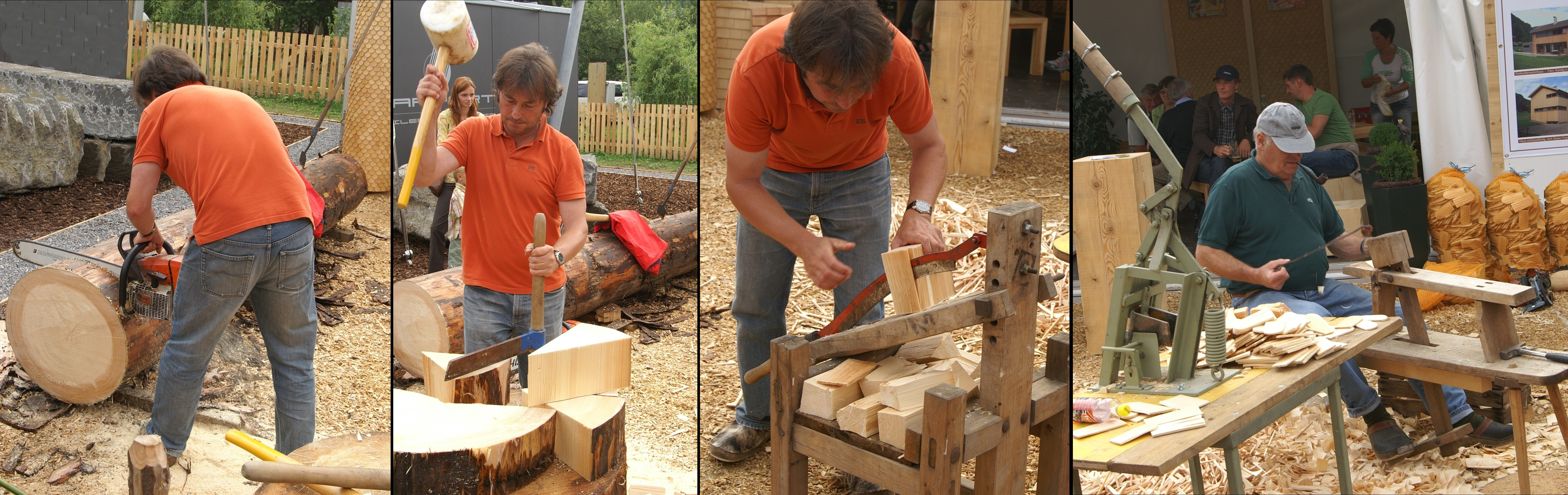
1: Schneiden; 2: Klotzen; 3:  Spalten; 4: Stanzen und Putzen.

### Säge- und Brettschindeln
Sägeschindeln und Brettschindeln werden mit der Band- oder Kreissäge aufgetrennt, wodurch sie eine gleichmäßige Stärke erhalten. Da der Sägeschnitt nicht immer ganz genau parallel zum Verlauf der Holzfasern erfolgt, nehmen gesägte Schindeln Feuchtigkeit etwas schneller auf als Spaltschindeln, da das Wasser von den parallel zu den Fasern verlaufenden Kapillaren aufgenommen wird. Gespaltene Schindeln besitzen meist eine parallel zur Dachneigung verlaufende riefige Oberfläche, die einen etwas besseren Ablauf des Regenwassers ermöglicht. Auch haftet Schmutz an gesägten Holzoberflächen stärker als an gehobelten, abgezogenen oder gespaltenen Holzoberflächen. Gesägte Schindeln haben aus diesen Gründen gegenüber Spaltschindeln in der Regel eine geringere Lebenserwartung.
Brettschindeln sind größer als übliche Spalt- und Sägeschindeln. Sie können bis etwa 25 cm breit und einen Meter lang sein und sind heute noch in Kärnten und der Steiermark und von dort ostwärts bis nach Ostasien, in Skandinavien und auch sonst weltweit anzutreffen.
Im Gegensatz zu den Brettschindeln sind Sägeschindeln im Wandbereich in allen Holzarten üblich und in allen Größen erhältlich. Die Rentabilität ist trotz der geringeren Haltbarkeit im Vergleich zur Spaltschindel gut.

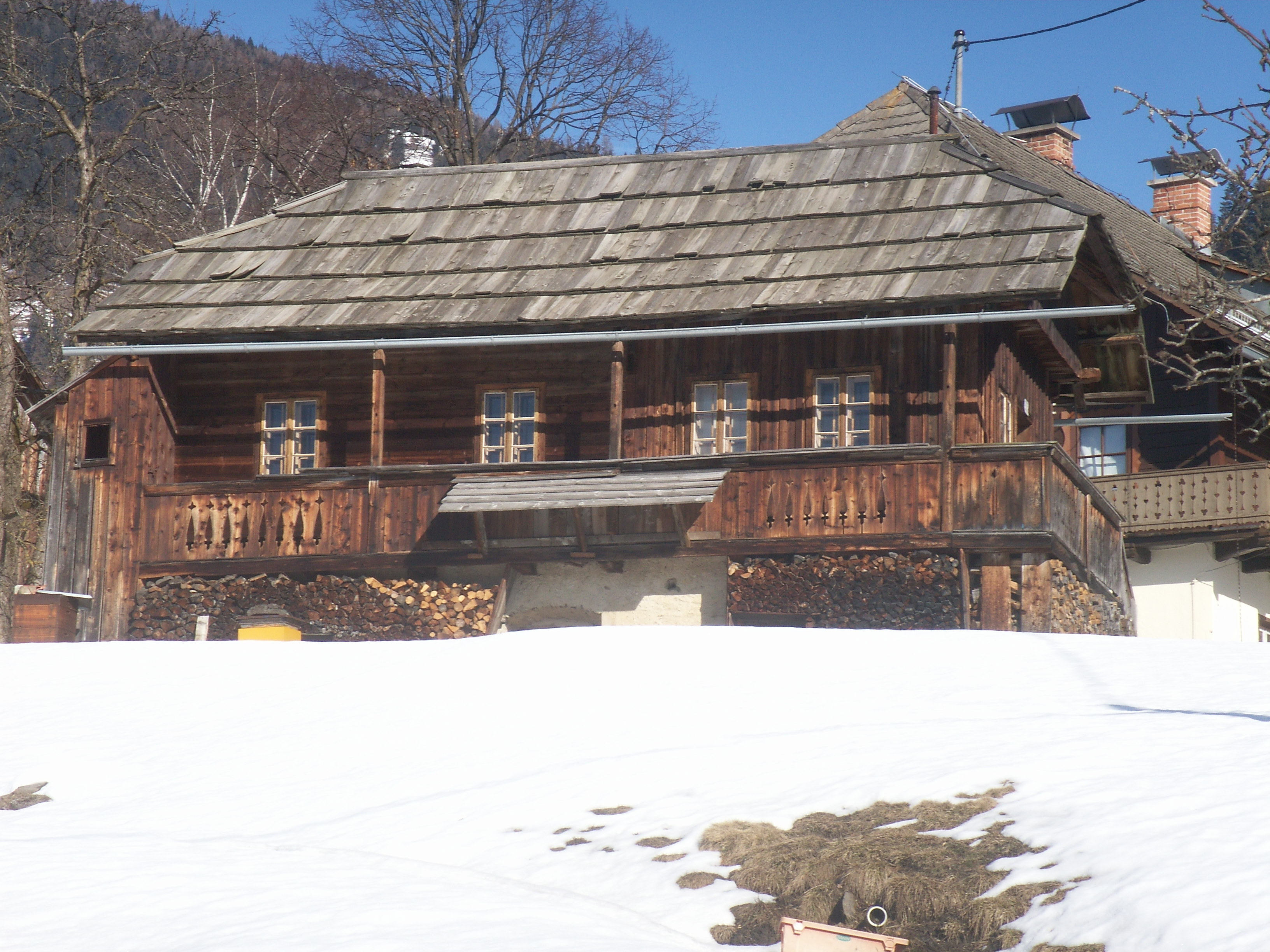
Auszugshaus beim Bartl-Bauer, Obermillstatt, Kärnten
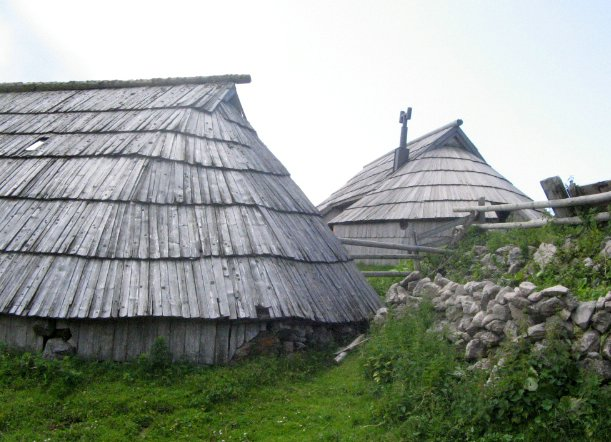
Velika planina, Slowenien
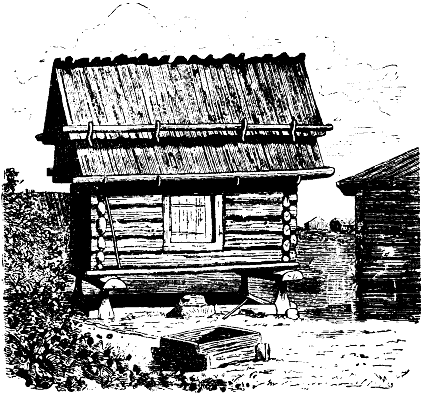
Schwedisches Visthus (Urgammal-Typ (Nordisk familjebok))
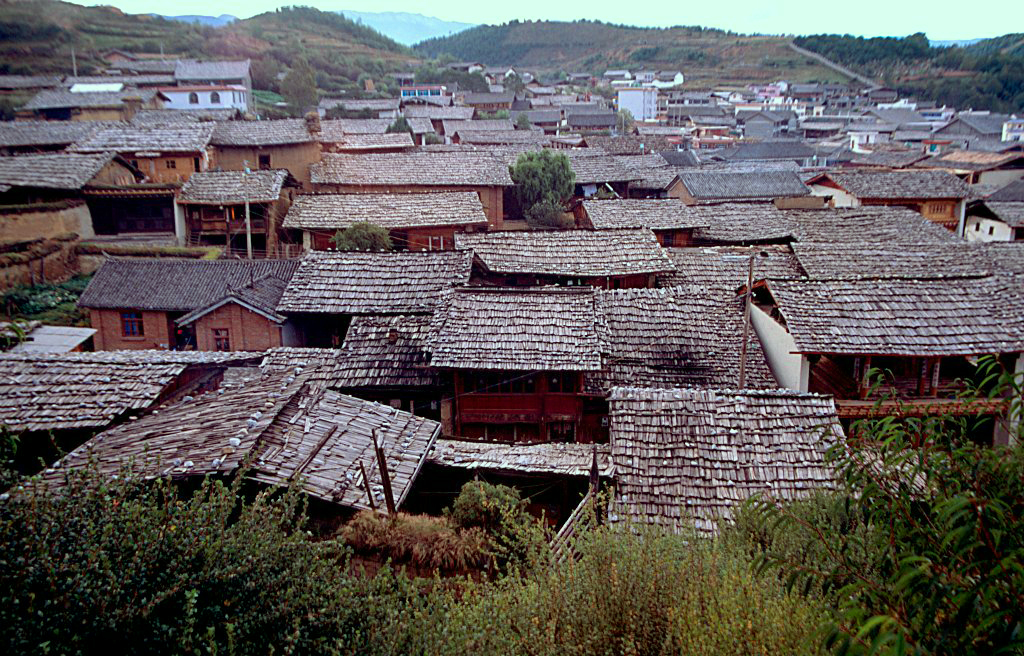
Brettschindeln, Zhongdian/Gyeltang, Yunnan, China
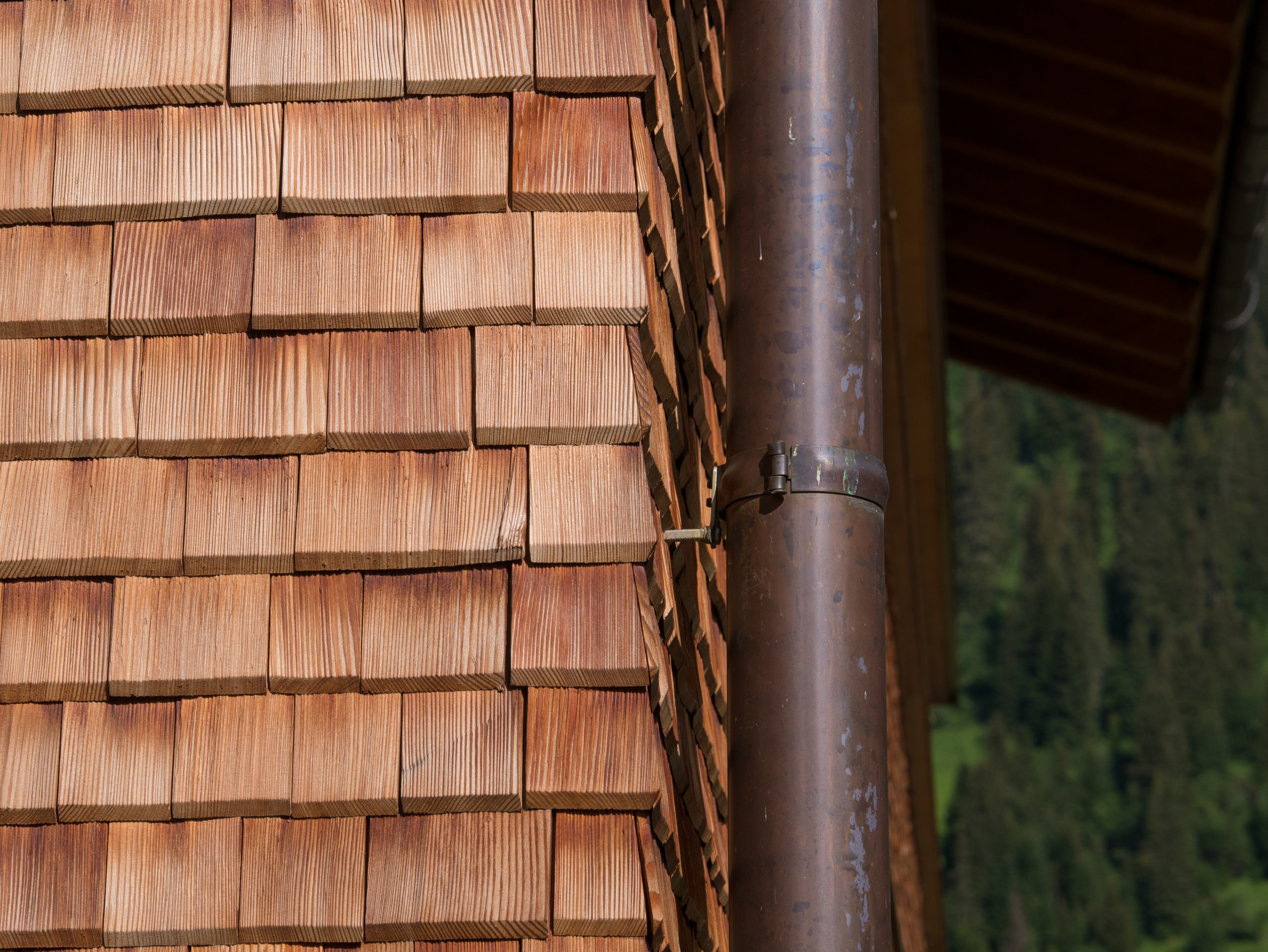
Detail einer Schindelfassade in Lech (Vorarlberg)

### Hölzer und Haltbarkeit
In der Regel wurden zur Schindelherstellung die vor Ort verfügbaren Baumarten verwendet: im Norden Deutschlands hauptsächlich Eichen, im Erzgebirge, Böhmerwald und Schwarzwald Fichte, in Hessen Buche und im Alpenraum vornehmlich Lärchen.
(Vitruv berichtet: In Frankreich, Hyspanien, Portugal und Aquitania decken sie mit Aichenschindeln.)
Bei Nadelholz sind nur Bäume mit Linksdrehung geeignet, damit sich das Holz nach dem Bearbeiten gleichmäßig verdreht und seine Form behält. Bei Nässe streckt sich das Holz durch seine natürliche innere Verspannung und liegt flach auf dem Dach, beim Trocknen hingegen dreht es sich leicht, und es entstehen Spalten, die das Trocknen begünstigen. Durch diesen „Tannenzapfen-Effekt“ und die Tatsache, dass Brett- und Spaltschindeln nie satt aufeinanderliegen, ist eine optimale Lebensdauer für das sonst witterungsanfällige Holz erreicht worden.
Bei Verwendung von ausgesuchtem Holz konnten Spaltschindeln aus Fichten- oder Lärchenholz eine Haltbarkeit von 30–40 Jahren bzw. 50–70 Jahren erreichen. Schindeln aus schnellgewachsenem Bauholz halten im Dachbereich zwischen 12 und 25 Jahren. Längere Haltbarkeiten sind bei heimischen Hölzern mit Imprägnierung möglich.
Dauerhaftere Holzarten sind etwa das Holz des Riesen-Lebensbaums (Thuja plicata) und der kanadischen Alaska-Zeder (Chamaecyparis nootkatensis). Spaltschindeln werden im Denkmalschutzbereich in geringen Mengen noch aus Eiche sowie aus Kastanie (Westschweiz, französische Alpen) gefertigt. Im nördlichen Osteuropa wird vielfach Espe verwendet.
Sägeschindeln nehmen aufgrund ihrer rauen Oberfläche mehr Feuchtigkeit auf und sollten zur Dachdeckung nur aus besonders haltbaren Holzarten eingesetzt werden.
Hier gibt es in Deutschland ein Prüfzeugnis als Harte Bedachung nach DIN 4102 Teil 7 – das bedeutet, Sägeschindeln aus Alaska-Zeder sind brandschutztechnisch ähnlich wie ein Ziegeldach einzustufen.

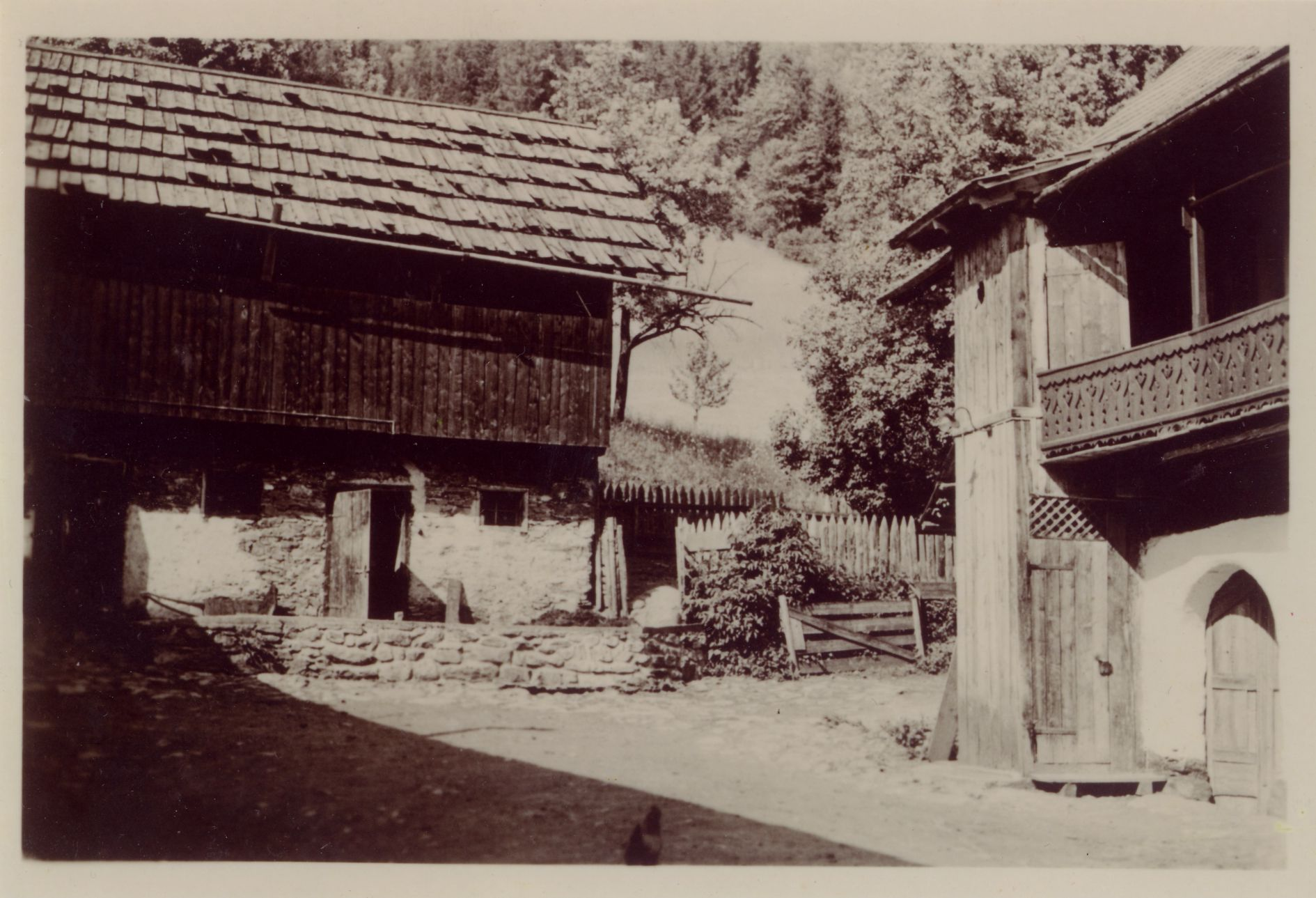
Ambros Lakenbucher, Sappl bei Millstatt, Kärnten, 1925 – die Selbsthinterlüftung der Dachhaut ist deutlich zu erkennen. In diesem Ausmaß heute nicht mehr erwünscht (Sturmanfälligkeit)
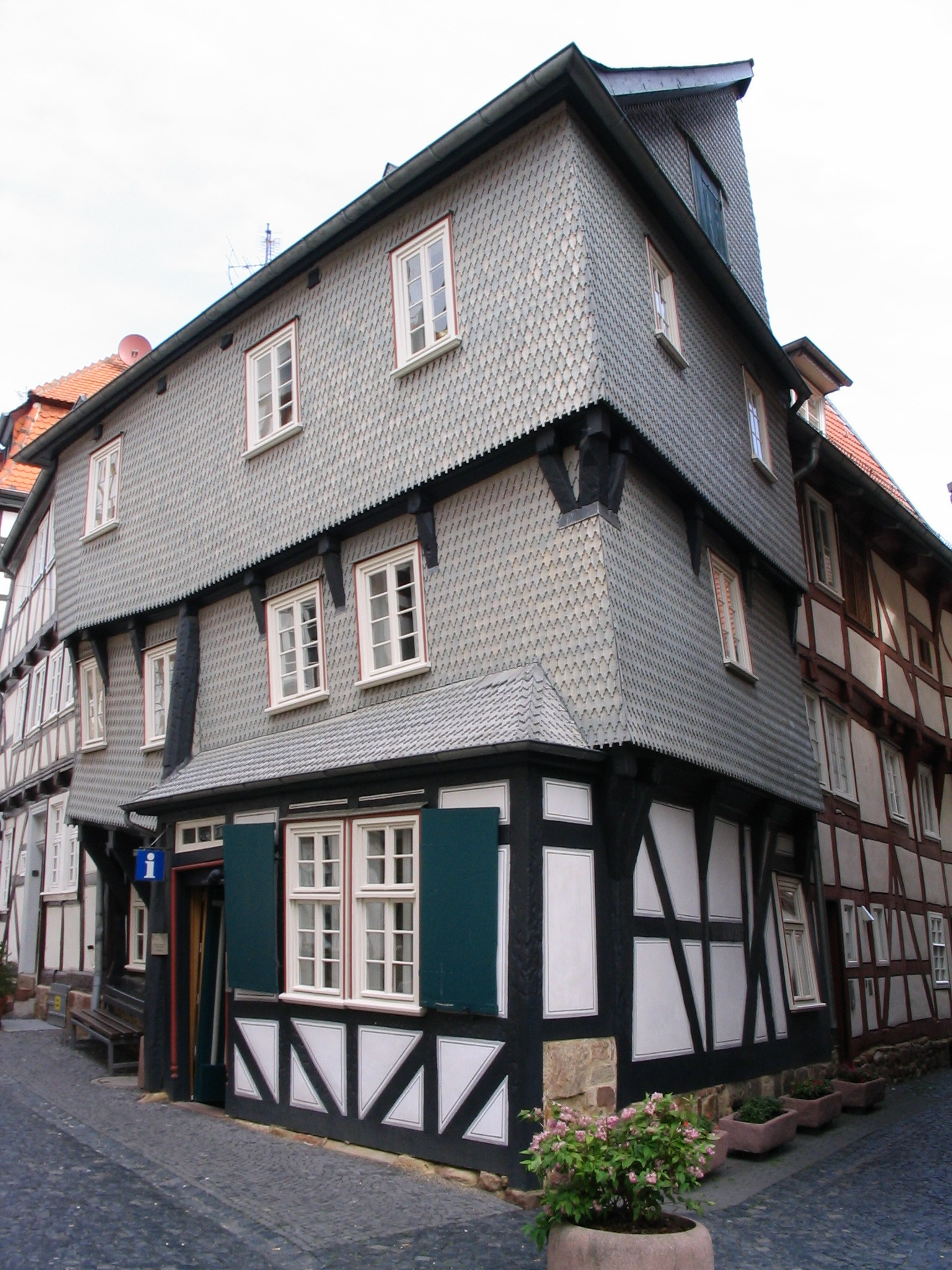
Das Spitzenhäuschen in Fritzlar – Fassade teilverkleidet mit gesägten Eichenschindeln
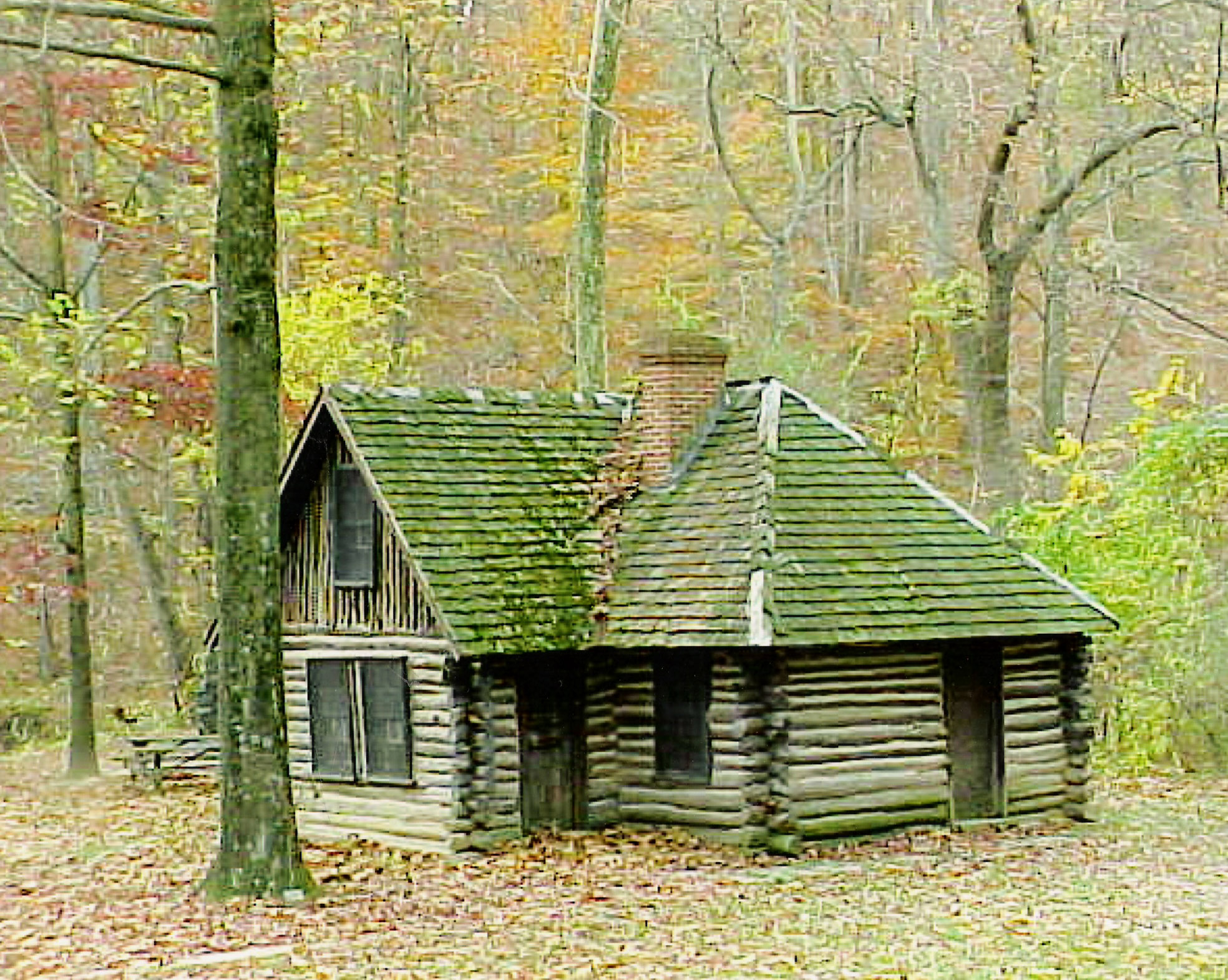
Moosbewuchs, dessen hygroskopische Eigenschaften sich im Allgemeinen negativ auf die Lebensdauer auswirken

## Deckungsarten

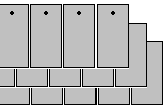
Dreifachdeckung genagelter Holzschindeln

Hinsichtlich der Verdeckungsweise unterscheidet man Scharschindeldächer und Legschindeldächer.

### Scharschindeldach
Das Scharschindeldach eignet sich für steil geneigte Dächer. Die Schindeln werden dabei, im Allgemeinen mit dreifacher Überdeckung, auf eine Lattung aufgenagelt. Für niederwertige Bauten ist auch eine Zweifachdeckung möglich.

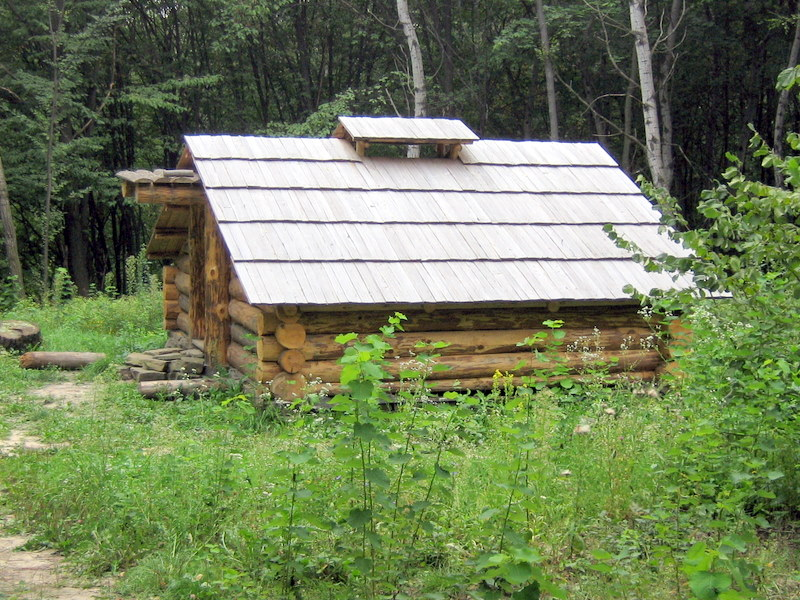
Einfachdeckung in Brettschindeln, Pyrohiv bei Kiew, Ukraine.
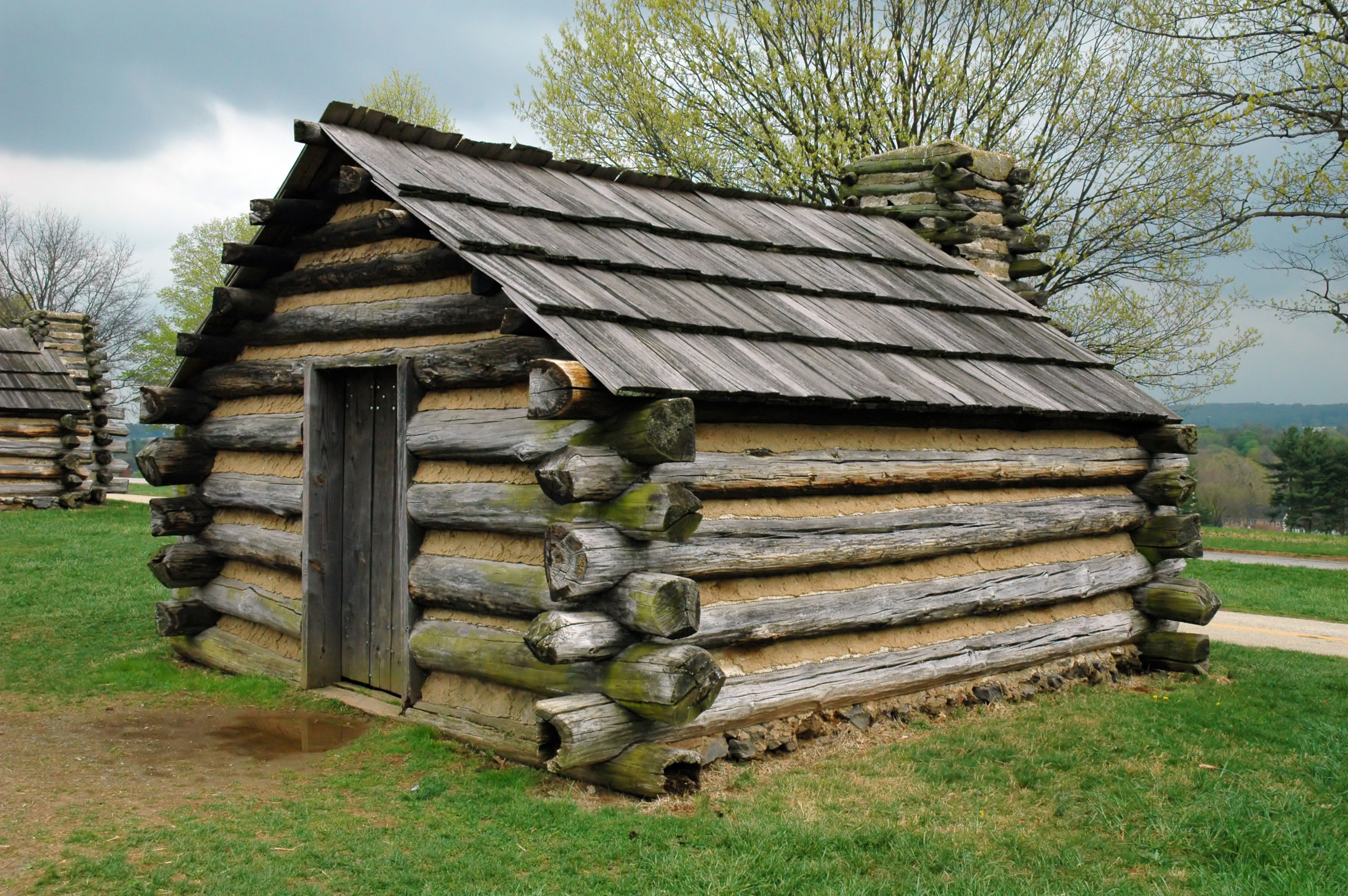
Überdoppelte Einfachdeckung, Valley Forge, Chester County, Pennsylvania (Rekonstruktion)

### Legschindeldach
Das Legschindeldach ist für flache Dachneigungen gebräuchlich. Die Schindeln überdecken sich ebenfalls drei-, teils auch vierfach, werden aber lediglich aufgelegt. Befestigt werden sie durch Schwersteine, die auf Schwerstangen aufliegen und damit die Schindeln am Dach sichern (ein Legschindeldach wird daher in manchen Regionen auch als Schwerdach oder Schwardach bezeichnet; im Allgäu und im Schwarzwald sind Legschindeln auch unter dem Begriff Landern bekannt). Das Legschindeldach wurde häufig im Abstand von ungefähr fünf Jahren umgedeckt, um eine noch nicht der Witterung ausgesetzte Seite der Schindel nach oben zu richten. Dies konnte zumindest viermal geschehen, bis die Schindeln erneuert werden mussten.

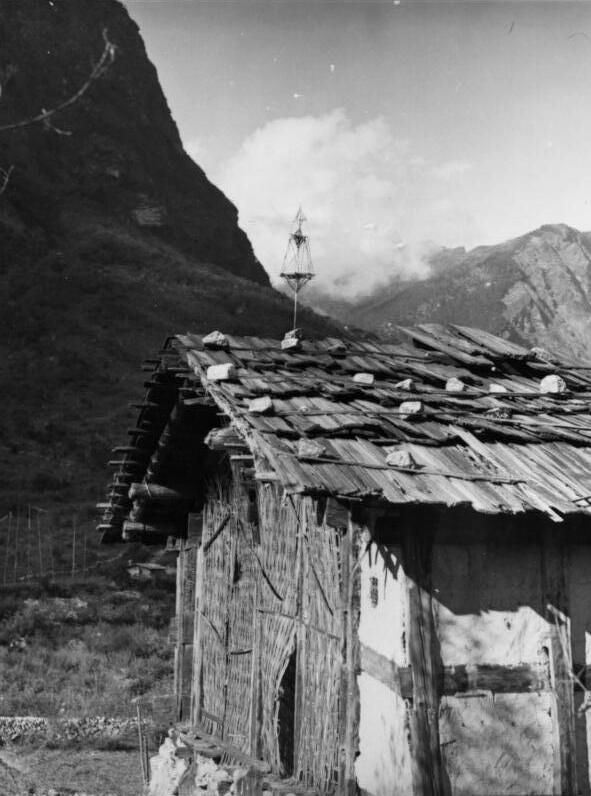
Legschindeldeckung, Lachung, Sikkim Deutsche Tibet-Expedition 1938/39
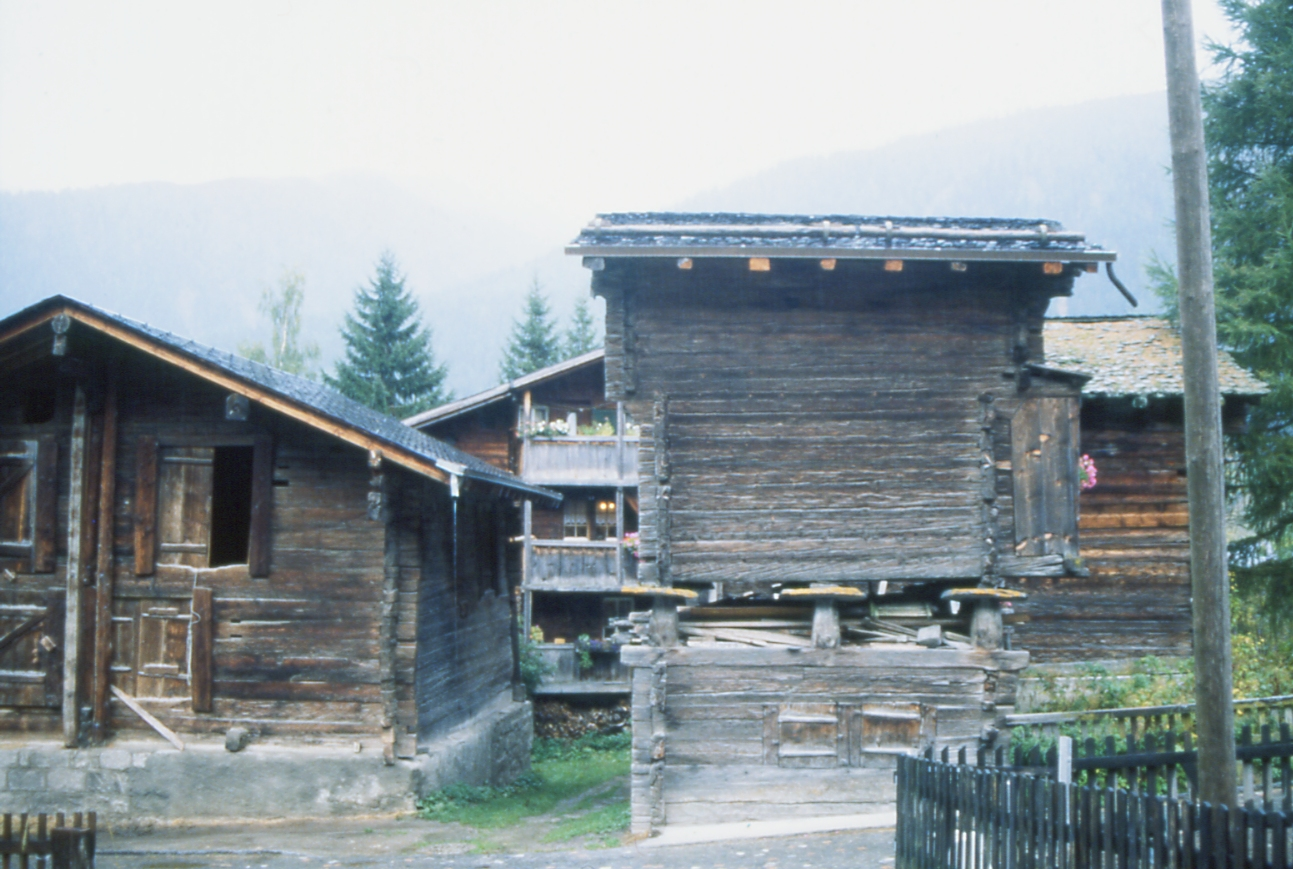
Speicher, Gluringen, Wallis, Schweiz
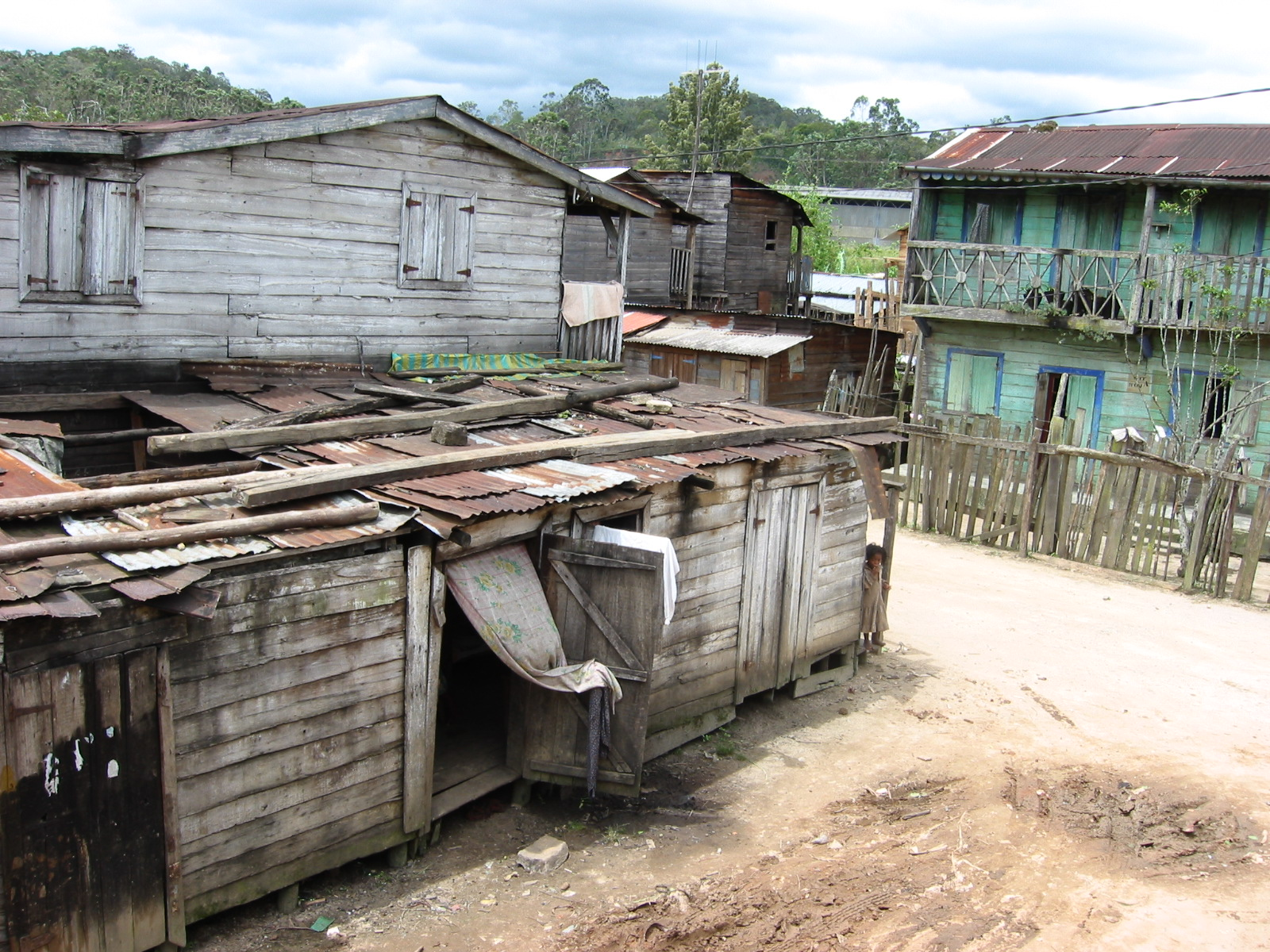
Provisorische Schwerstangen an einer Blechdeckung

## Weitere Bilder

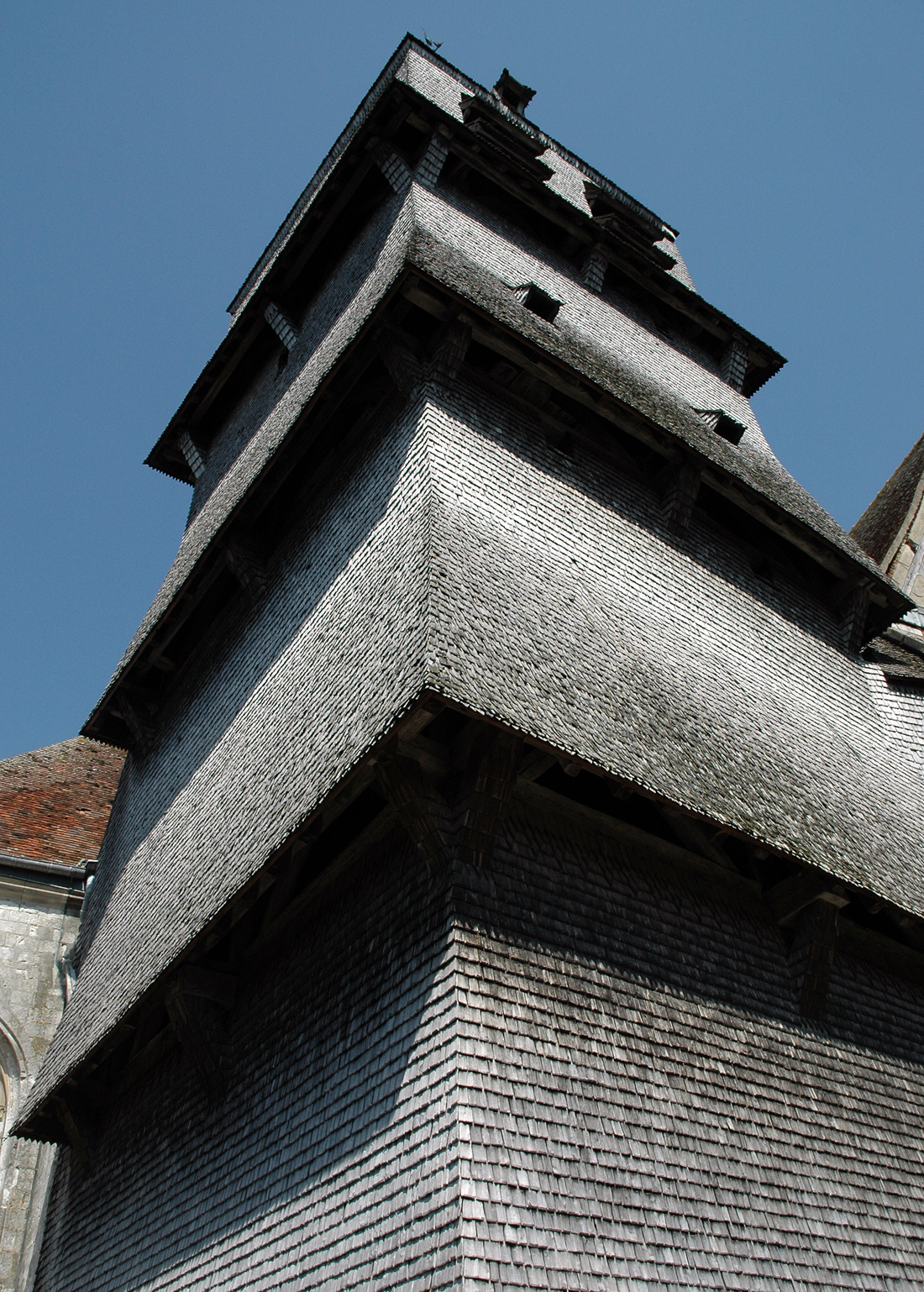
Schindelgedeckter Glockenturm der Kirche von Villemaur-sur-Vanne
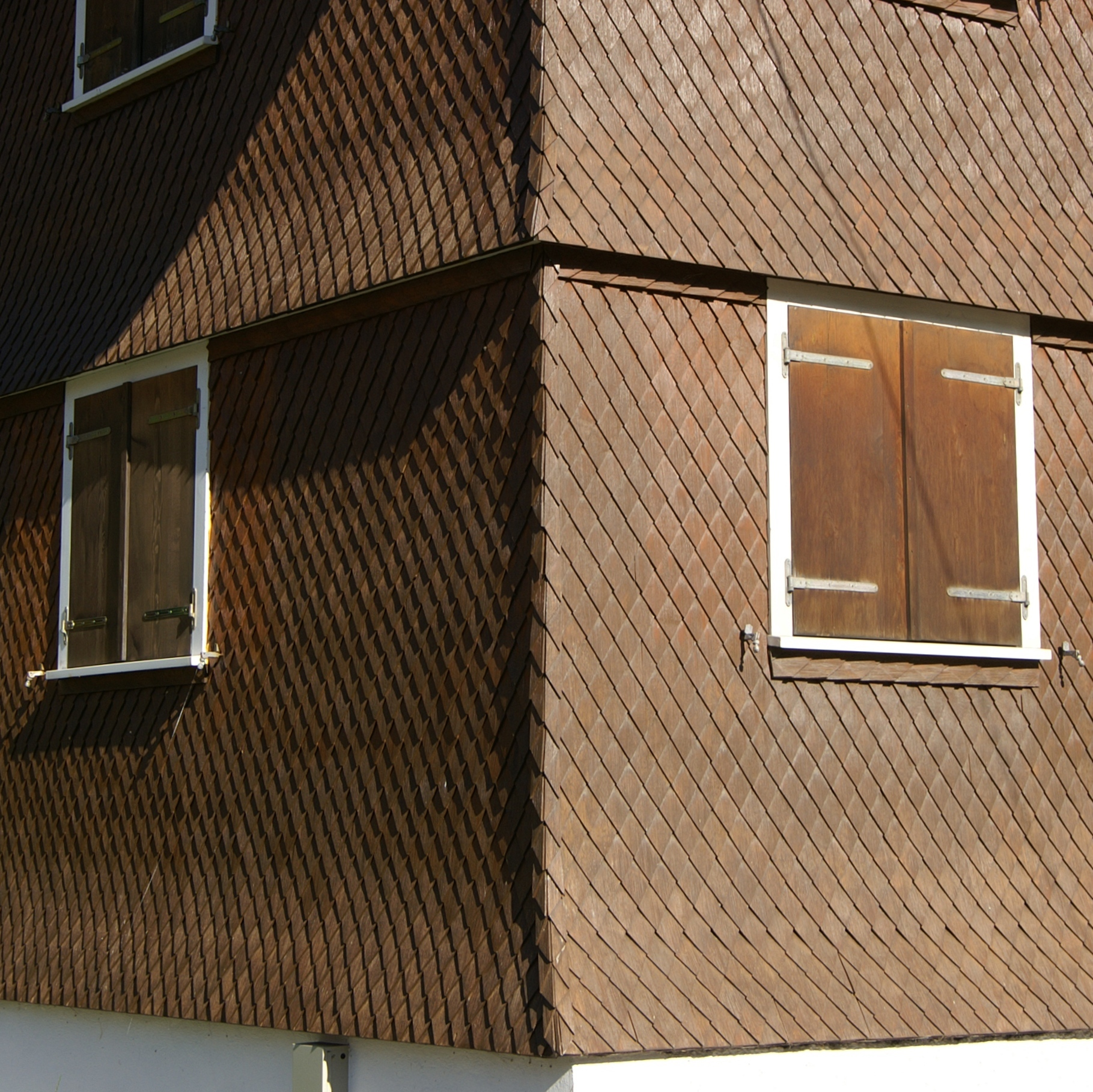
Rautenschindel
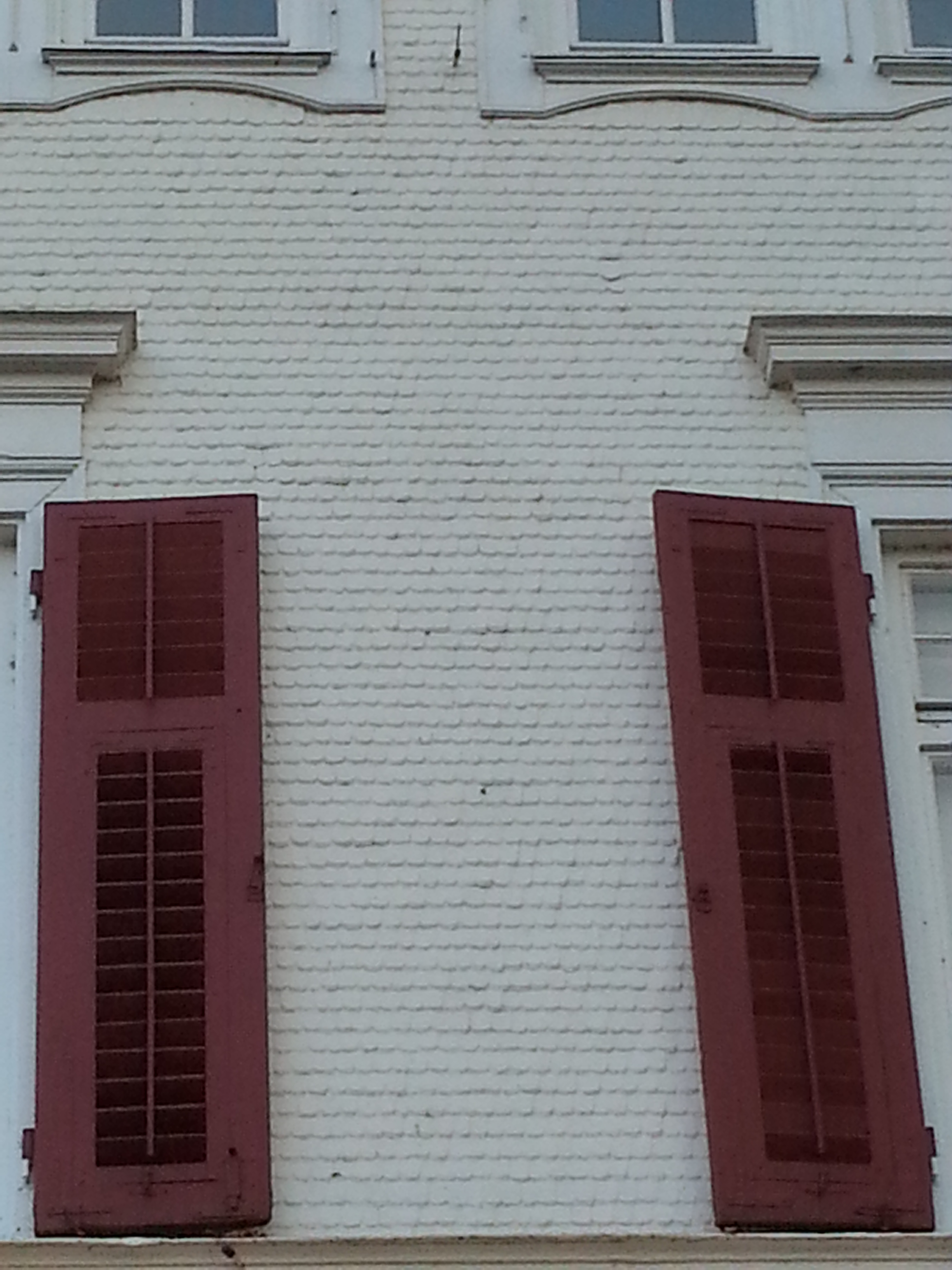
Rundschindeln am Gebäude Gelbinger Gasse 111 in Schwäbisch Hall
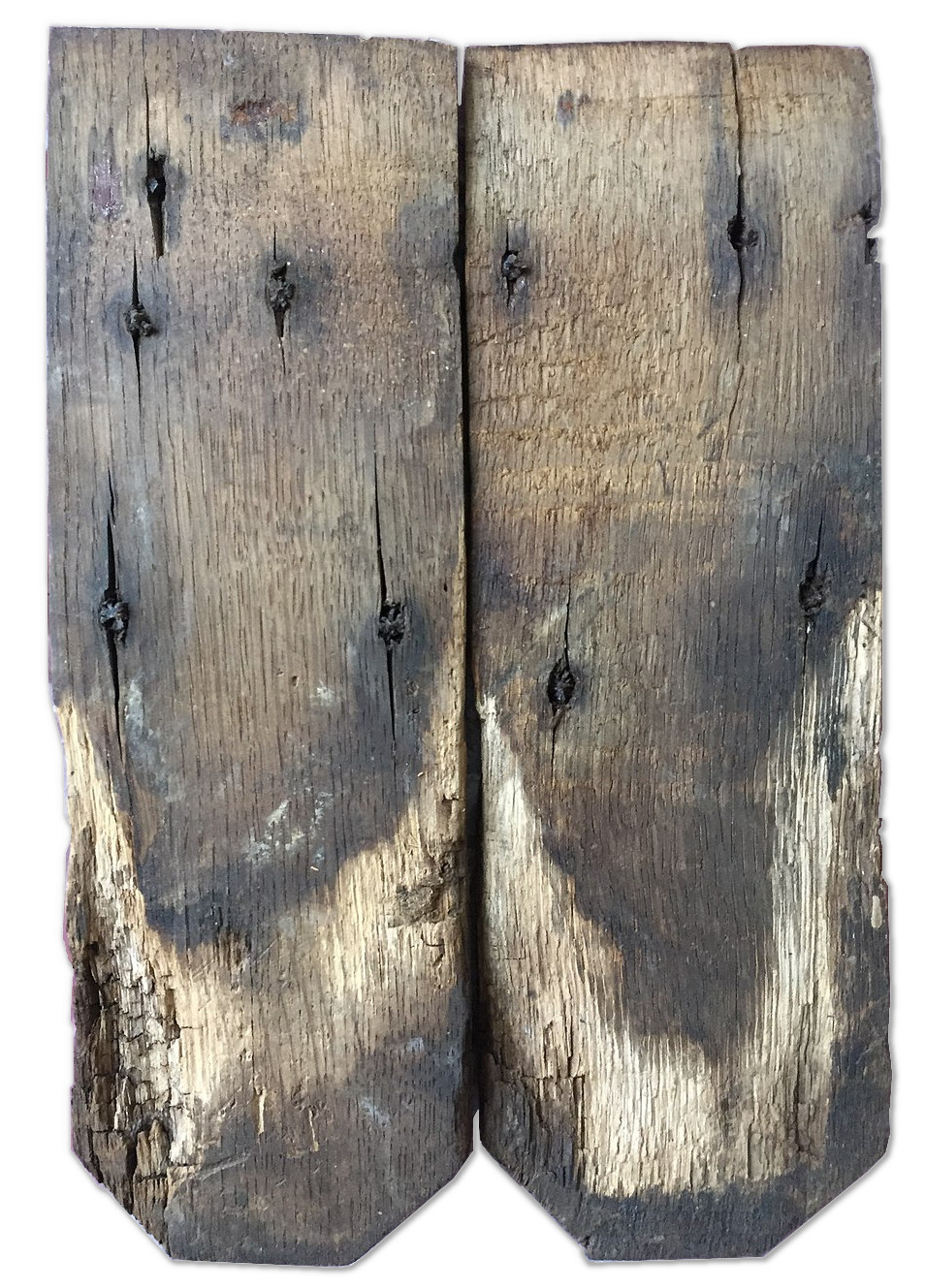
Detailansicht Holzschindel der Kirche Sehestedt (1960er Jahre)
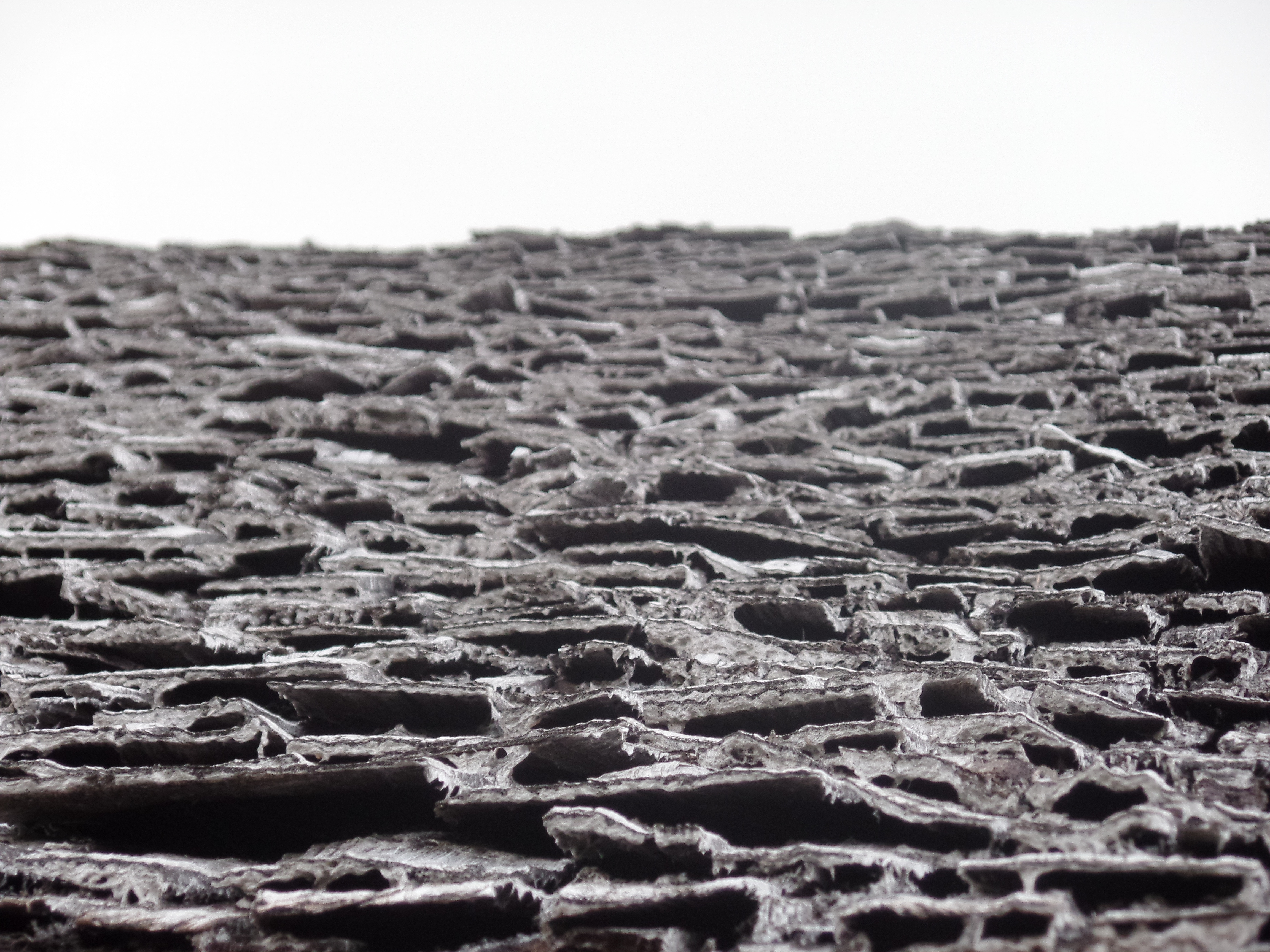
Holzschindeln auf einem Dach, Schweiz, 2016

## Schindelimitationen
Vor allem im südwestfranzösischen Raum (Charente) wurden bereits im Mittelalter kleinere Schindeldächer in Stein nachgebildet, wobei nicht immer jede einzelne Schindel imitiert wurde, sondern oft lediglich die Form der Überlappung der Schindellagen im Vordergrund stand. In dieser Region war seit 1844 auch Paul Abadie tätig, der die Restaurierung der Kathedrale Saint-Frond in Périgueux leitete und später den Auftrag für den Neubau von Sacré-Cœur de Montmartre in Paris erhielt – die Kuppeln beider Bauten versah er mit Schindelimitationen. Seit der zweiten Hälfte des 20. Jahrhunderts gibt es Schindelimitate aus diversen Kunststoffen auch im Baustoffhandel zu kaufen.

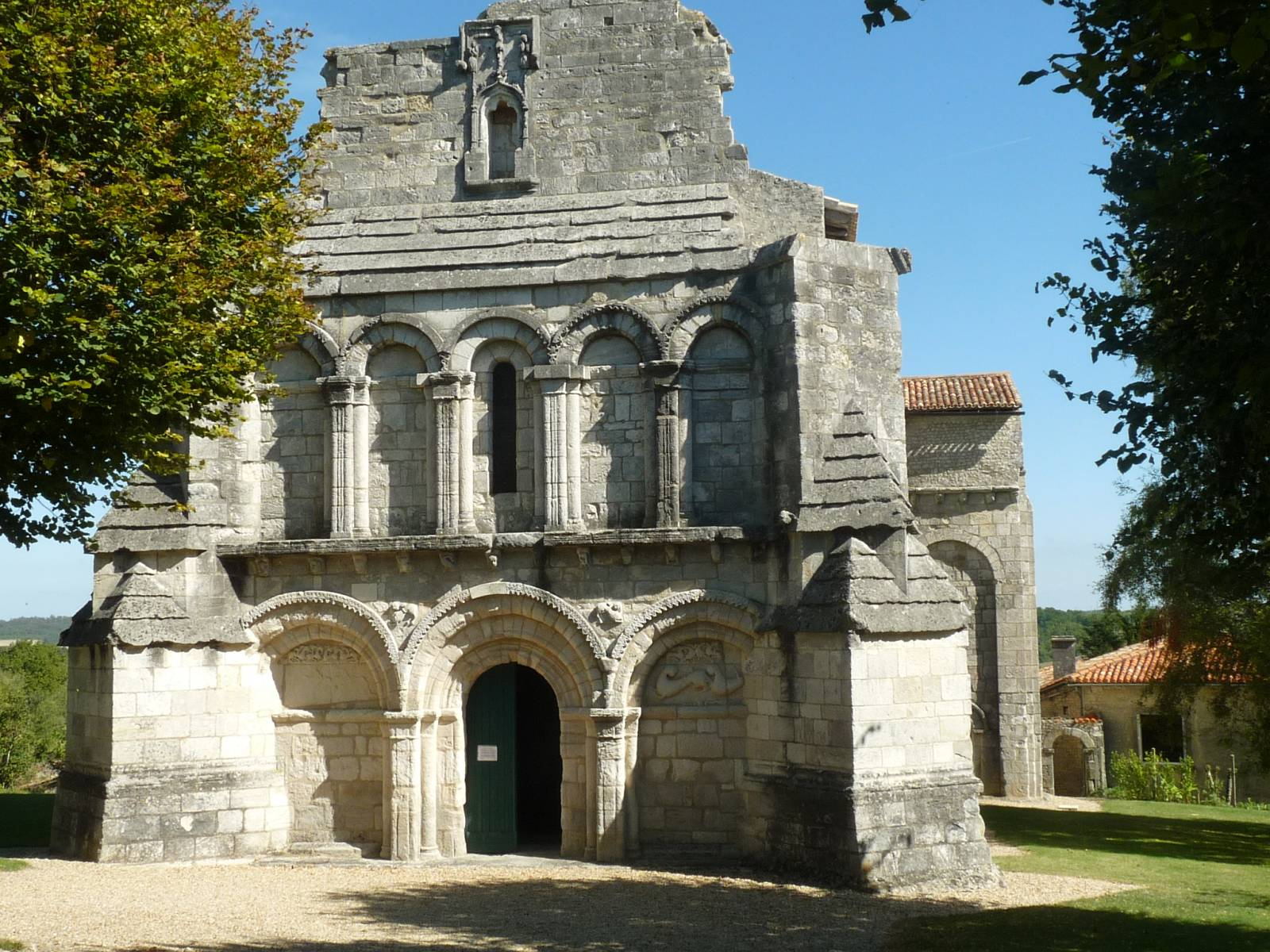
Kirche Notre-Dame in Berneuil (Charente)
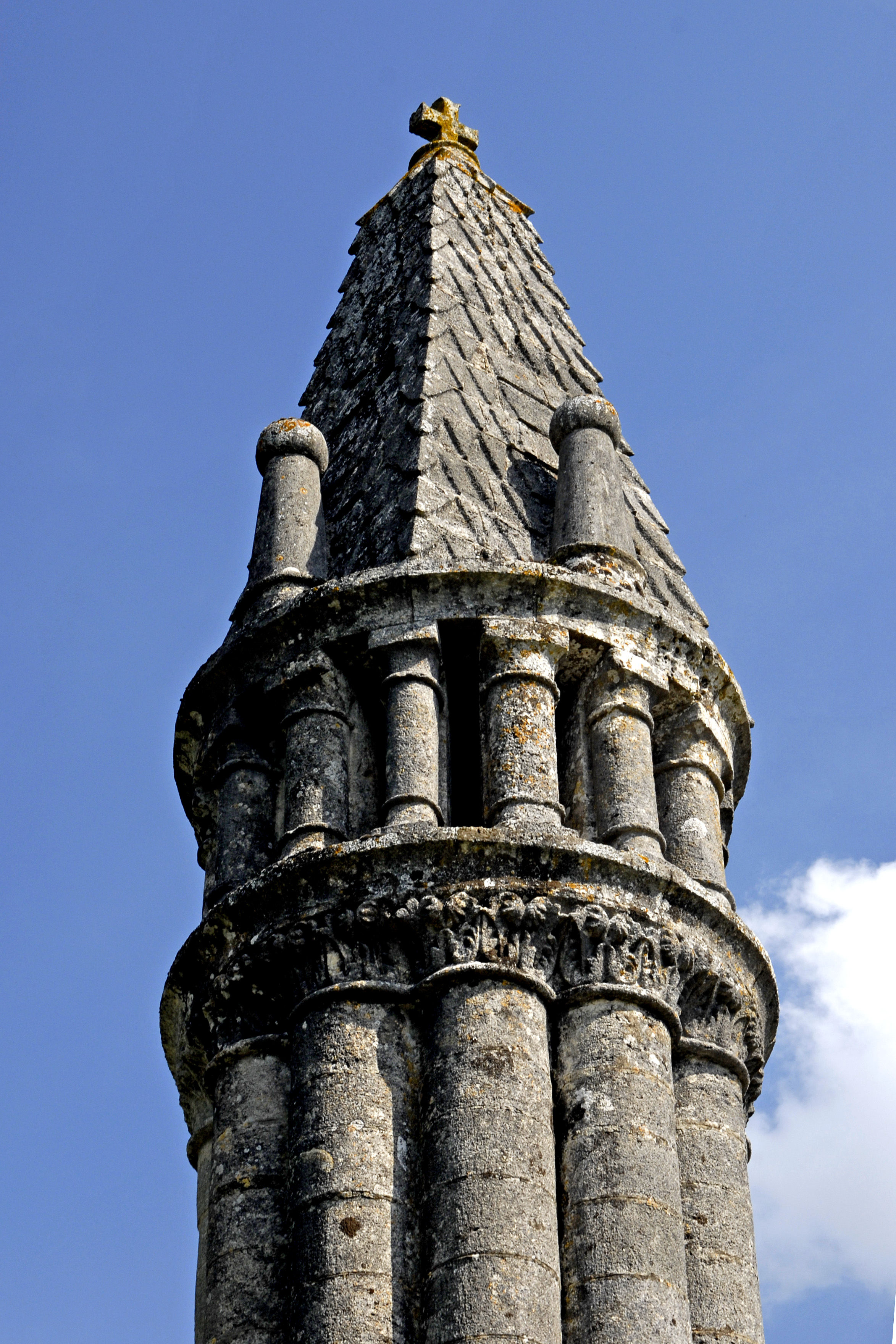
Totenlaterne von Fenioux
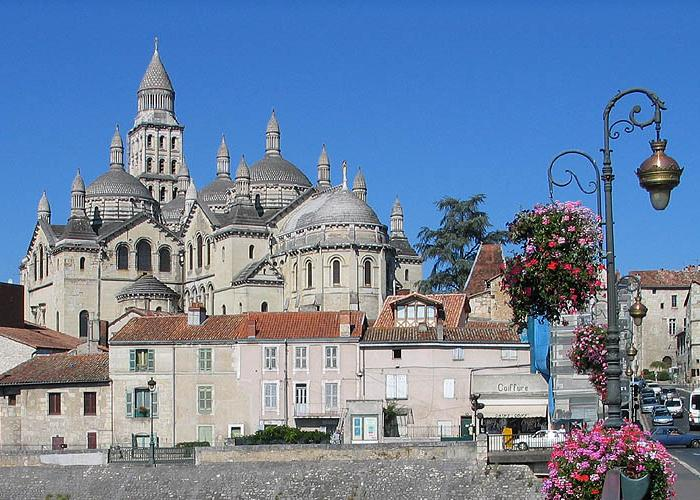
Kathedrale Saint-Frond in Périgueux
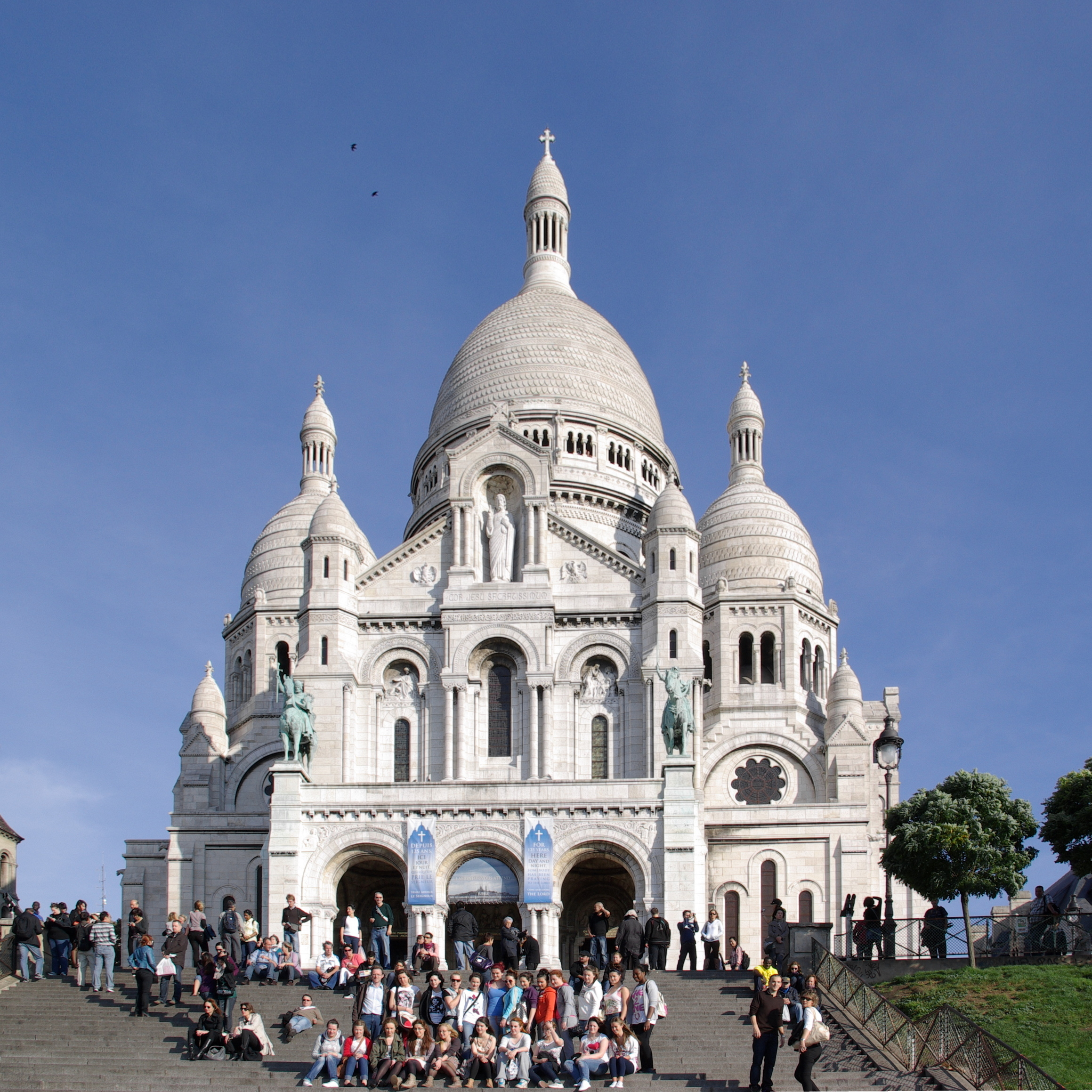
Sacré-Cœur de Montmartre in Paris